# Mandarín (burócrata)

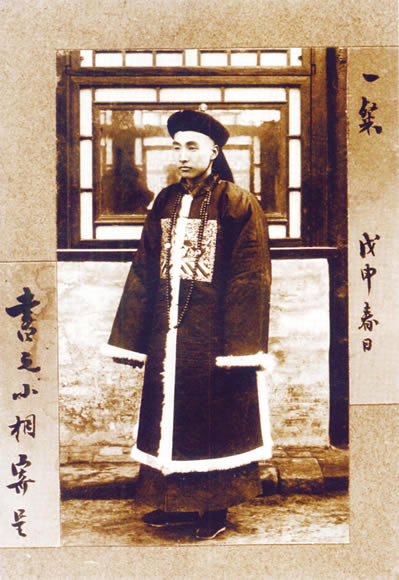
Mandarín durante la dinastía Qing.

Mandarín es el término usado habitualmente para referirse a los magistrados, burócratas y funcionarios de la China imperial.   
Los mandarines formaron la élite social y la clase gobernante del Imperio chino desde la dinastía Tang (618-907) hasta dinastía Qing (1644-1912). Accedían a la función pública por medio de un riguroso sistema de exámenes imperiales, donde se examinaba su conocimiento de los clásicos chinos en distintos grados. Aunque nominalmente abiertos a todo el mundo, preparar los exámenes imperiales requería una educación altamente especializada y muy costosa, con lo que la carrera de mandarín sólo estaba al alcance de las clases más acomodadas de China, que veían el mandarinato como un vehículo de ascenso social. Los mandarines eran eruditos versados en filosofía confuciana y en literatura clásica china, y ocuparon todos los cargos ejecutivos, burocráticos y educativos, así como todas las magistraturas del gobierno de la China imperial, desde oficiales de aduanas hasta jueces, gobernadores, virreyes, o ministros del emperador. Así, el Imperio Chino estuvo gobernado y dominado por una clase civil (los mandarines) en lugar de por una nobleza militar, que era el caso en la mayoría del resto del mundo.
Por extensión, el término mandarín se usa también para referirse a los funcionarios de los antiguos reinos de Vietnam y de Corea, que implantaron sistemas semejantes inspirados en el chino. El término mandarín también es utilizado para hacer referencia al chino mandarín, el dialecto del idioma chino hablado en la zona norte de China, debido a que era el dialecto utilizado por los mandarines chinos durante las dinastías Ming y Qing.

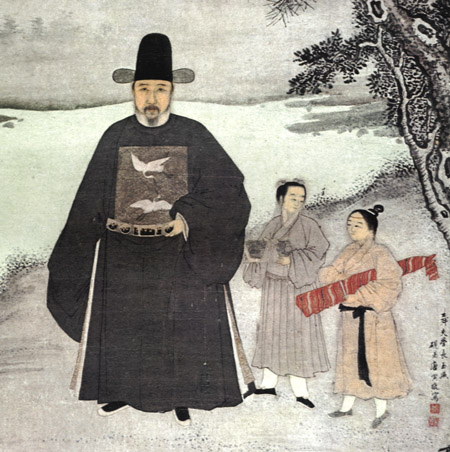
Retrato del siglo XV del mandarín Ming, Jiang Shunfu. La cigüeña en su cuadrado mandarín indica que era un mandarín de sexto rango.

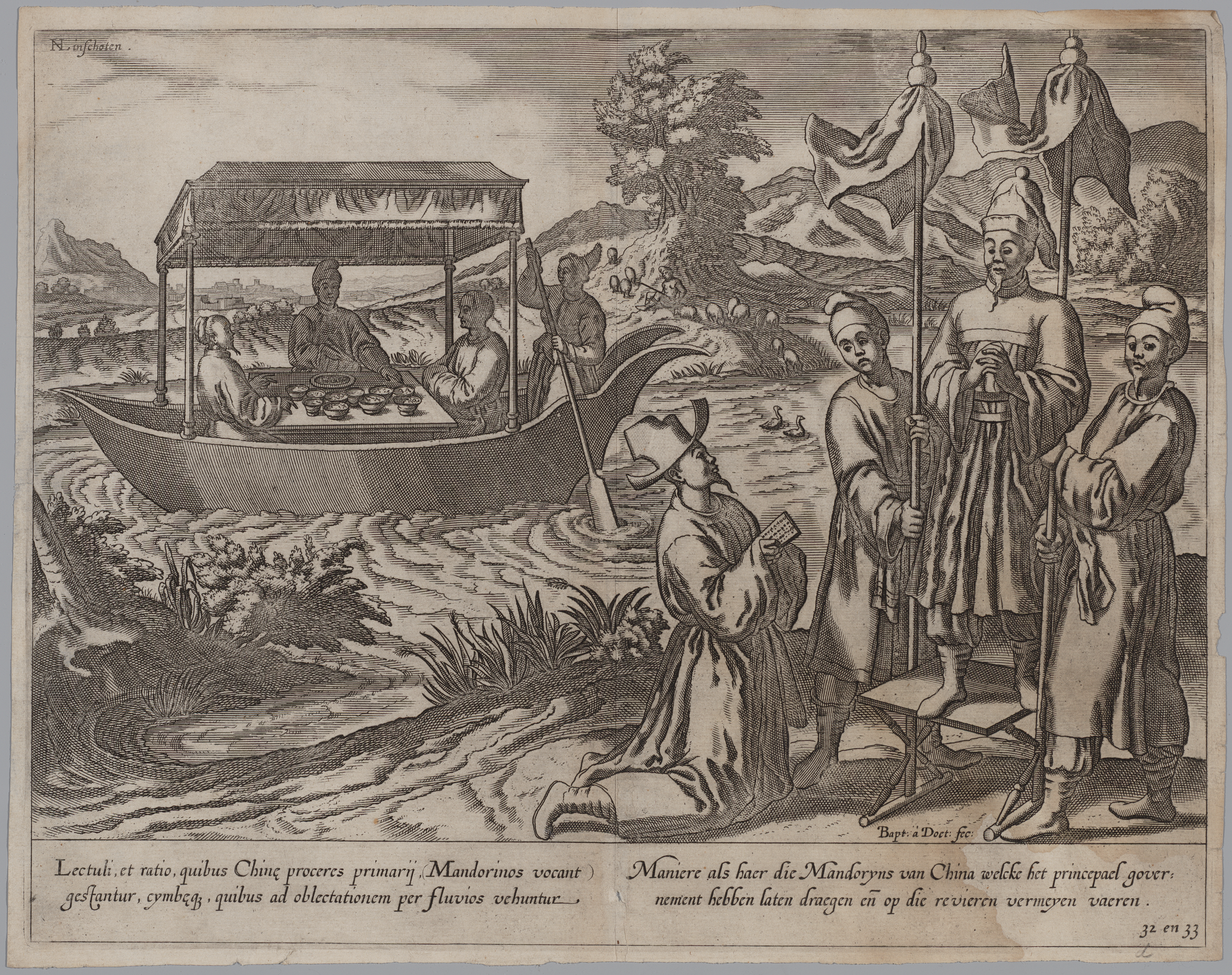
Grabado de Baptista van Doetechum de 1604 de un mandarín.

## Etimología
El término castellano mandarín deriva del portugués mandarim (en portugués antiguo escrito mandarin, pronunciado /ˌmɐ̃.ðɐˈɾĩ/). El término portugués aparece empleado en uno de los primeros informes portugueses sobre China: las cartas de los supervivientes de la embajada de Tomé Pires, probablemente escritas en 1524, y en la História do descobrimento e conquista da Índia pelos portugueses  de Fernão Castanheda, escrita en torno a 1559. Matteo Ricci, que entró en China desde el Macao portugués en 1583, también afirma que los portugueses afincados en Macao usaban el término, y ascribe al término mandarín al hecho que los mandarines mandaban.
Se cree que la palabra portuguesa deriva o está relacionada con el término o mandador ("el que manda") y mandar, del latín mandare. Algunos filólogos creen que los portugueses tomaron el término prestado del malayo menteri (en Jawi: منتري‎) que a su vez proviende del sánscrito mantri (Devanagari: मंत्री), que significa consejero o ministro. Etimológicamente, mantri está relacionado con el término mantra ("consejo"), y es a su vez un cognado del verbo latino mandare. El filólogo malasio Ungku Abdul Aziz postuló que el término entró en el portugués por medio de los portugueses afincados en Malaca durante el Sultanato de Malaca. Cuando los comerciantes malayos se referían a los oficiales Chinos, usaban el término "menteri", al que los portugueses habrían añadido una "n" debido a su deficiente manejo del malayo, o quizás a su parecido con el término "mandar".
Durante el siglo XVI, antes de que el término mandarín se generalizara por toda Europa, es frecuente encontrarse con el término Loutea (con diferentes variantes ortográficas) para referirse a estos funcionarios chinos. Loutea es empleado a menudo por Galeote Pereira en sus crónicas sobre sus viajes por China entre 1548–1553, que fue publicado en 1565. En el Tratado sobre China (1569) de Gaspar da Cruz se les llama Louthia. El término Loutea vendría del chino 老爷 (en dialecto mandarín: lǎoye; dialecto de Amoy: ló-tia; en dialecto de Fujian: lāu-tia), que era una forma muy común de tratar a los oficiales, parecida a "su señoría" o "su excelencia". Louthia es también el término que emplea Juan González de Mendoza en su Historia de las cosas más notables, ritos y costumbres del gran reyno de la China (1588), basado en buena medida (directa o indirectamente) en las obras de Pereira y de Gaspar da Cruz, y que se convertiría en la obra de referencia estándar sobre China durante el siglo XVI y principios del siglo XVII.
La continua presencia portuguesa en Macao, así como las misiones jesuíticas y, posteriormente, la presencia de mercaderes de otras nacionalidades en Cantón contribuyeron a que el término mandarín se hiciera el dominante para referirse al tipo de funcionario-erudito chino que, siendo versado en poesía, literatura y filosofía confuciana, formaba parte de la función pública del Imperio chino. 

#### Origen del términochino mandarín
Los mandarines chinos empleaban el dialecto cortesano del idioma chino. Durante las dinastías Ming y Qing, éste era el dialecto chino de la corte de Pekín y el idioma de la administración central, caracterizado por sus arcaísmos, sus formas retóricas formales y por el abundante empleo de ideogramas inexistentes en otros dialectos chinos. Durante la dinastía Ming, los misioneros europeos comenzaron a adoptar este dialecto, conocido en China como Guanhua ("el idioma de los oficiales"), como el del chino estándar. El término chino mandarín empleado en la actualidad para referirse al dialecto chino del norte de China (y el empleado aún hoy en día por el gobierno de China) surgió así para referirse al dialecto del chino empleado por los mandarines.

## Historia
El surgimiento y desarrollo del mandarinato se debe a un intento de los sucesivos emperadores de China de  desplazar a la aristocracia tradicional china del ejercicio del poder. 
Se sabe que por lo menos a partir de la dinastía Zhou, China tuvo funcionarios dedicados a administrar el estado. Sin embargo, la mayoría de los cargos de mayor importancia eran asignados a familiares del soberano y a la nobleza. La dinastía Han introdujo la celebración de exámenes imperiales, pero los requisitos de acceso primaban el origen familiar y el carácter personal de los candidatos, con lo que los cargos solían asignarse a aristócratas o cortesanos, y los exámenes de selección se abandonaron pronto. Al comienzo del período de los tres reinos en 220 d. C., el naciente reino de Cao Wei estableció un sistema de nueve rangos para la selección y jerarquización de funcionarios, pero los funcionarios eran seleccionados basándose en recomendaciones y el origen familiar, no por medio de exámenes imperiales.

### Orígenes del mandarinato durante las dinastías Sui y Tang
El sistema de nueve rangos de Cao Wei se mantuvo durante todo el período de los tres reinos (220-280 d. C.) y la dinastía Jin (266-420 d. C.), y solo fue reformado una vez la dinastía Sui (581-618 d. C.) reunificó China. El segundo emperador Sui, el emperador Yang (569-618), decidió reformar el acceso a la función pública por medio de la creación del sistema de exámenes imperiales, a fin de reclutar funcionarios fuera de los rangos de la aristocracia tradicional.  

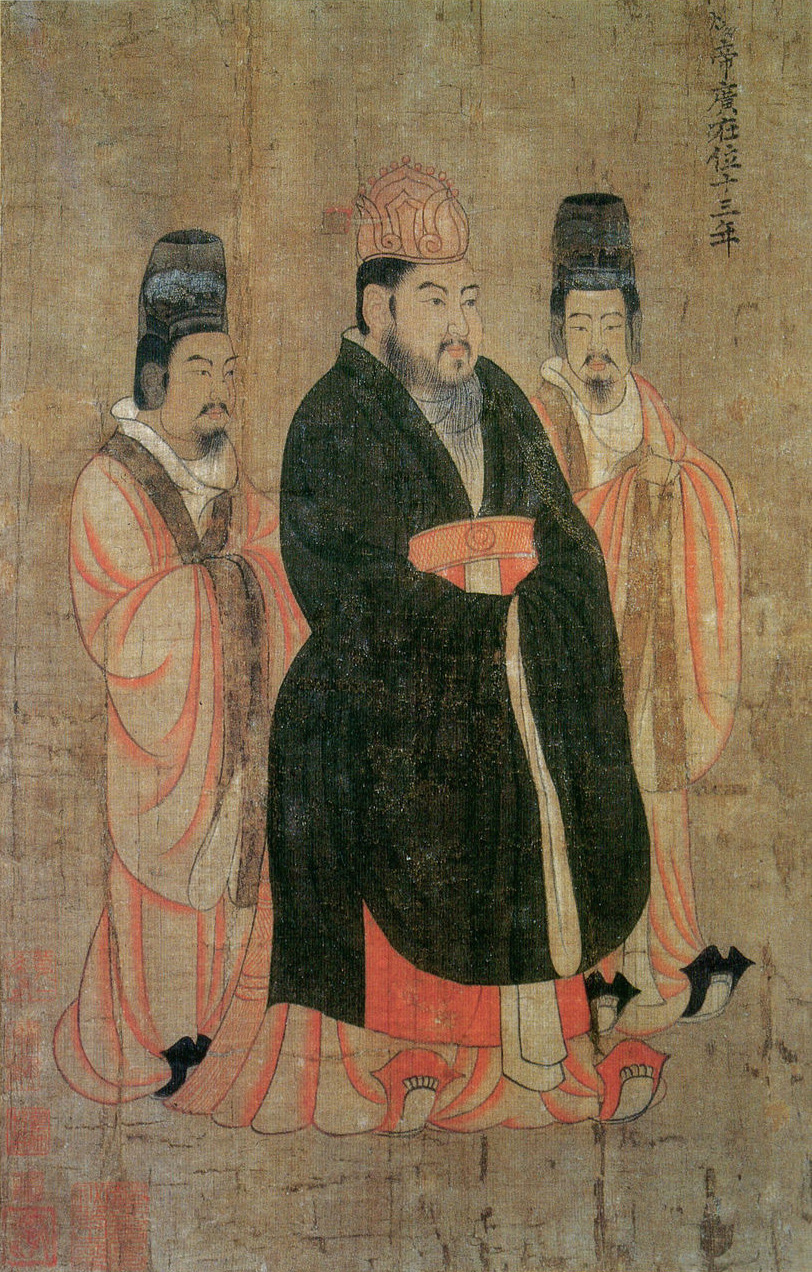
El emperador Yang (569-618), creador del sistema de exámenes imperiales que fue empleado para reclutar mandarines desde el año 605 hasta 1912.

La motivación era tanto ideológica como pragmática. Por un lado, el establecimiento del sistema de exámenes respondía al debate filosófico sobre como debía de administrarse el estado que se llevaba gestando en China desde el Período de Primaveras y Otoños (771-476 a. C).Así, la doctrina confuciana defendía que los magistrados y funcionarios debían de ser virtuosos y conocedores de los clásicos literarios.El moísmo había criticado duramente el nepotismo de dinastías anteriores, y lo había señalado como una causa de su decadencia. La escuela legalista defendía abiertamente la necesidad de nombrar magistrados basándose en sus méritos y conocimientos, en vez de a sus relaciones familiares. Todo ello condujo de forma gradual a la decisión de establecer un oposiciones públicas para reclutar funcionarios, en vez de basarlo en recomendaciones informales. Por otro lado, el emperador Yang, que pasaría a la historia como uno de los tiranos más ambiciosos de China, estaba enfrentado a la nobleza tradicional, y deseaba controlar el acceso a cargos de gobierno local con la intención de desplazar de los mismos a las aristocracias locales. Yang no abolió los nueve rangos, sino que alteró el sistema de selección de funcionarios imponiendo la selección por medio de exámenes. 
Los exámenes imperiales ideados por Yang, inspirados por los celebrados durante la dinastía Han, eran un riguroso sistema de oposiciones públicas que examinaba a los candidatos de sus conocimientos literarios y filosóficos. Las pruebas se celebrarían en tres niveles: distrito, provincia y capital. Cada nivel permitía el acceso a tres rangos, en sentido ascendente: 9 a 7 en distrito, 6 a 4 en provincia, 3 a 1 en capital. El énfasis literario se impuso a nivel local y provincial. Sin embargo, para acceder a los cargos cortesanos, los opositores tenían que aprobar el examen de la capital, al cual solo podían acceder con el patrocinio del Ministerio de Ritos. La propia prueba estaba sesgada, pues al igual que ocurriera durante la dinastía Han, primaba el origen familiar, el carácter y la valía personal de los candidatos frente a conocimientos o aptitudes.
La primera oposición, celebrada en el año 605 d. C., no produjo los efectos deseados por Yang debido sobre todo a la escasez de opositores aptos y a que la mayor parte de los opositores pertenecían a la misma aristocracia a la que Yang pretendía desalojar del gobierno, con lo que el naciente cuerpo de funcionarios no pudo desplazar del poder a la nobleza tradicional. Aun así, el intento del emperador Yang sentó las bases para posteriores reformas y el desarrollo del mandarinato. Los exámenes imperiales se seguirían celebrando de forma regular hasta 1905.
Tras el colapso de los Sui en 618 y el establecimiento de la dinastía Tang (618-907), el mandarinato vivió su primer gran impulso durante los reinados de Gaozu (566-635) y, sobre todo, de su hijo el emperador Taizong (598-649). La motivación de ambos era similar a la de Yang: el deseo de reducir la influencia de la aristocracia terrateniente en los gobiernos provinciales, para lo cual los Tang necesitaban desarrollar una burocracia centralizada. Convencido de los méritos del sistema de exámenes, Gaozu instruyó a sus funcionarios locales a que identificaran y prepararan a los candidatos más prometedores para los exámenes imperiales, y promovió la estandarización de los clásicos confucianos para facilitar la preparación de las oposiciones. Deseoso de ampliar la red de reclutamiento a todas las provincias del imperio, su sucesor Taizong abordó la falta de personal apto para las mismas por medio de la fundación de escuelas y academias dedicadas a preparar candidatos para las mismas. Taizong se rodeó de ministros y colaboradores reclutados de entre los opositores, que impulsaron el reclutamiento de mandarines por medio de oposiciones y expandieron la burocracia imperial a todas las provincias del imperio.

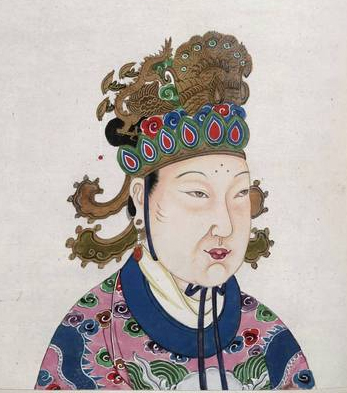
La emperatriz Wu Zetian introdujo en el año 705 la prueba de poesía en los exámenes imperiales de acceso al mandarinato. Esta prueba se mantendría hasta el año 1905.

##### Exámenes imperiales durante la dinastía Tang
Los estudiantes de doctrina confuciana eran candidatos a los exámenes imperiales, que cualificaban a sus graduados para el nombramiento en las burocracias del gobierno local, provincial y central. Durante la dinastía Tang, realizaban dos tipos de exámenes: el mingjing (明經; "iluminar los clásicos") y el jinshi (進士; "erudito avanzado"). El mingjing se basaba en los clásicos confucianos y ponía a prueba los conocimientos del estudiante sobre una amplia variedad de textos. El jinshi evaluaba la capacidad literaria del estudiante para escribir ensayos en respuesta a preguntas sobre gobierno y política, así como para componer poesía (prueba introducida en 705 durante el reinado de Wu Zetian, y que causaría gran polémica en los siglos subsiguientes).También se juzgaba a los candidatos por su comportamiento, apariencia, forma de hablar y caligrafía, todos ellos criterios subjetivos que favorecían a los ricos frente a los opositores más modestos, que no podían pagar a tutores de retórica y escritura.
Durante la dinastía Tang, un número desproporcionado de mandarines procedía de familias aristocráticas; aun así, la riqueza y la nobleza no eran requisitos indispensables, y los exámenes estaban abiertos a todos los varones cuyos padres no pertenecieran a las clases artesana o mercantil.
La competición abierta se diseñó para atraer a los mejores talentos al gobierno. Pero quizá una consideración aún más importante para los gobernantes Tang era evitar la dependencia imperial de poderosas familias aristocráticas y señores de la guerra mediante la contratación de un cuerpo de funcionarios de carrera sin base familiar o de poder local. El código legal de los Tang garantizaba una división equitativa de los bienes heredados entre los herederos legítimos, fomentando la movilidad social al impedir que las familias poderosas se convirtieran en nobles terratenientes a través de la primogenitura. El sistema de oposiciones tuvo éxito, ya que los funcionarios eruditos adquirieron estatus en sus comunidades locales a la vez que desarrollaban una conciencia de grupo que los conectaba con la corte imperial.

##### Desarrollo del mandarinato durante los Tang
Los principales escollos al desarrollo del mandarinato durante la dinastía Tang fue la falta de candidatos aptos y la oposición de la nobleza al desarrollo de una burocracia centralizada. Con un número de opositores muy reducido, una nobleza aferrada a su control de los gobiernos locales y de las estructuras cortesanas, y un escaso impulso para reclutar mandarines fuera de las redes de la nobleza tradicional, Taizong y sus sucesores se vieron forzados a seguir nombrando altos cargos por medio de vías alternativas como el patronazgo y los sobornos. Aun así, el mandarinato siguió su lento desarrollo, con un progresivo incremento del número de opositores durante los reinados de los sucesores inmediatos de Taizong. 
La gran impulsora del mandarinato fue la emperatriz Wu Zetian (r. 690-705). Habiendo usurpado el trono de su propio hijo, el emperador Zhongzong (656-710), Wu estaba enfrentada a la familia imperial y a la aristocracia cortesana. Pese a que al ser mujer la doctrina confuciana la descalificaba para gobernar, la emperatriz Wu alcanzó un acomodo con ciertos sectores del mandarinato y promovió el acceso a las pruebas a todos los candidatos aptos, abriendo escuelas, expandiendo la burocracia, y posicionando en los más altos cargos del gobierno a mandarines capaces al tiempo que desplazaba a los gobernadores militares del gobierno de las provincias a favor de mandarines y funcionarios civiles. Decidió asimismo reestructurar los exámenes imperiales, introduciendo pruebas de poesía y literatura en los exámenes de jinshi. Estas pruebas literarias, muy criticadas en los siglos subsiguientes por primar habilidades estilísticas por encima de conocimientos técnicos, se mantendrían durante el resto de la historia de los exámenes imperiales.
El derrocamiento de la emperatriz Wu Zetian en 705 puso fin al desarrollo de la clase mandarina durante la dinastía Tang. Su hijo y sucesor, el emperador  Zhongzong (656-710) estaba controlado por su mujer, la emperatriz Wei y por la facción de la nobleza tradicional. Una vez retomó el poder, Zhongzong  desplazó a los mandarines del gobierno central y redujo su influencia en las administraciones locales a favor de aristócratas y gobernadores militares. Pese a ello, Zhongzong sería el fundador de la Academia Hanlin en el año 708, que operaría como la universidad central de China hasta su incendio en 1900, y que sería asimismo el centro de reclutamiento de los mandarines de más alto rango hasta el año 1900. El emperador Xuanzong (r. 712–756) se supo rodear de cancilleres reclutados por medio de los exámenes imperiales como Zhang Yue (663–730) o Song Jing (663- 737), y reformó las administraciones locales para asegurar que los exámenes estuvieran abiertos a todos. Sin embargo, debido a la amenaza de los Khitanes, promovió un aumento gradual de los gobernadores militares regionales, que lentamente llegaron a desafiar el poder del gobierno central.
Incapaz de atajar la corrupción y el faccionalismo cortesano, y habiendo delegado la mayor parte de las tareas de gobierno en validos como Li Linfu y generales como An Lushan, Xuanzong acabó siendo derrocado durante la rebelión de An Lushan (755-763). Sus sucesores, aunque pudieron mantenerse en el trono, se vieron forzados a reconocer el carácter cuasi-hereditario de numerosos gobernadores militares provinciales, y fueran incapaces de reafirmar la autoridad del gobierno central de una formal eficaz; a medida que pasó el tiempo, estos gobernadores militares eliminaron gradualmente la importancia de los mandarines reclutados mediante exámenes, y se volvieron más autónomos de la autoridad central.

### Dinastía Song

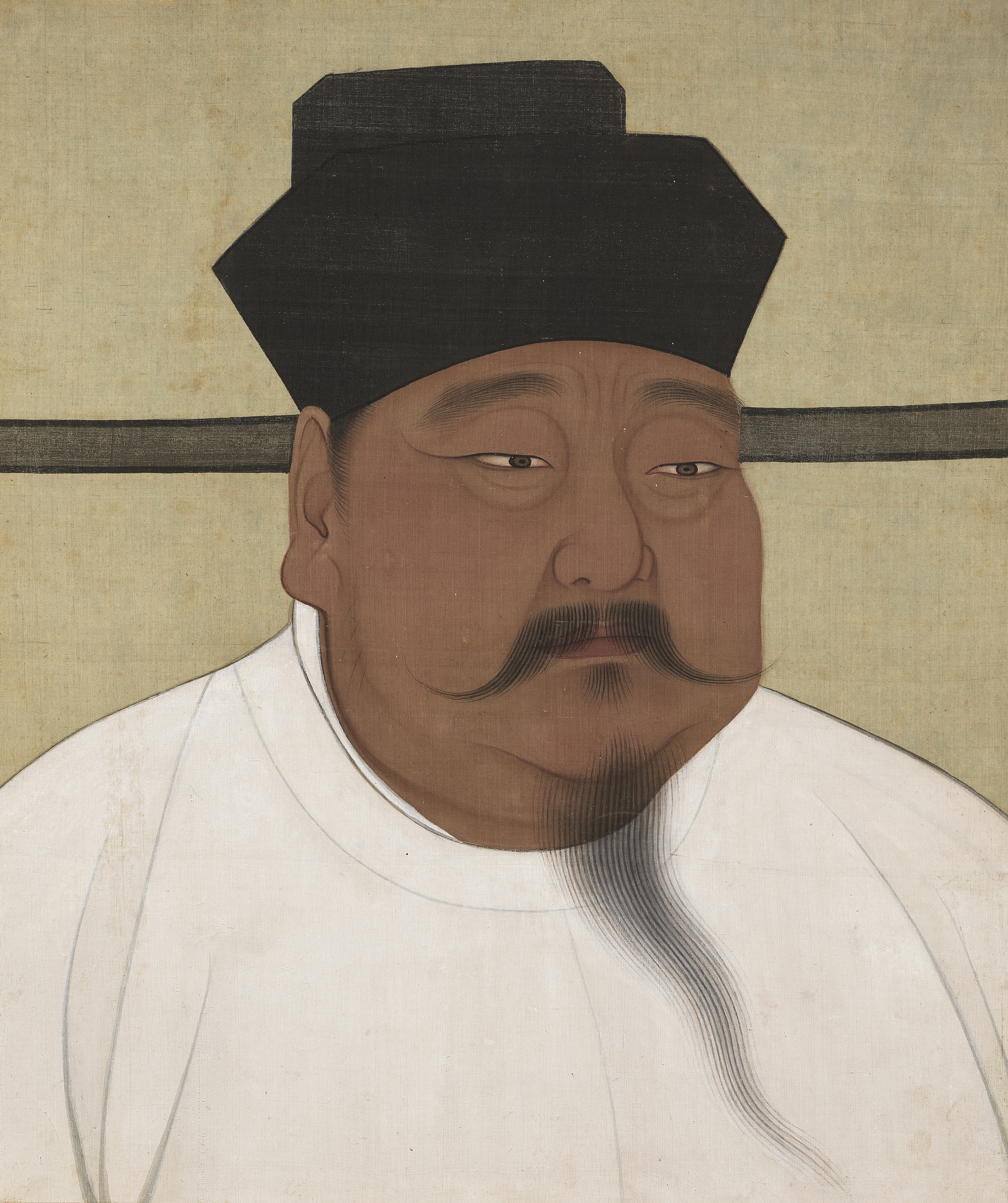
Taizu (927-976), el primer emperador de la dinastía Song, fue instrumental en la creación del mandarinato centralizado y profesional.

El poder de los gobernadores militares fue instrumental en el colapso de la dinastía Tang en 907, y a su vez fue el principal escollo para el desarrollo del mandarinato durante los Tang. Esta situación propició el establecimiento del mandarinato como clase gobernante durante la dinastía Song (960-1279). Un gobierno centralizado y eficaz sería imposible sin limitar el poder de la casta militar, con lo que el primer emperador Song, el emperador Taizu (r. 960-976) desplegó una serie de medidas a fin de garantizar el control civil de la administración y de las provincias. Limitó el poder de sus propios comandantes militares relegándolos a puestos honoríficos de escasa influencia, e invitándolos a retirarse del servicio activo con generosos regalos. Los sustituyó gradualmente por mandarines y funcionarios civiles, y reorientó la política del estado hacia asuntos civiles: en vez de propiciar el desarrollo de un estamento militar para la defensa de China contra la amenaza de los Khitanes y de los Tanguts, prefiriendo el pago de sobornos y tributos, y promovió con éxito la sinificación de los Tangut, que fundarían la dinastía Xia con estructuras copiadas de los Song.
Para finales del reinado de Taizu, todas las instituciones de China estaban bajo el control de los mandarines, característica que se mantendría inalterada durante el resto de la dinastía Song y, posteriormente, durante las dinastías Ming y Qing:toda acción política o debate interno durante el período Song se produjo  mandarines de diversos rangos, que pasaron a dominar los asuntos del estado y se convirtieron en la élite política y social de China. Esto no significó que la influencia de los grandes terratenientes hubiera desaparecido, pero sí que se redujo grandemente y, para el año 1000 d. C. los Song habían conseguido acabar con los clanes y las grandes familias que habían dominado la política china durante los dos milenios anteriores, sustituyéndolos por la clase mandarina. Los antiguos títulos de nobleza desaparecieron o perdieron su prestigio, y el estatus social pasó a depender del rango ocupado por cada individuo en el sistema de nueve rangos, que los Song mantuvieron aunque la selección de mandarines se hiciera por medio de los exámenes imperiales.
Estas reformas, unidas a la división equitativa forzosa de los bienes heredados, limitó el establecimiento de dinastías aristocráticas capaces de oponerse al emperador y, de forma inusual para la época, desplazó del gobierno de China a la clase militar a favor de la clase civil de los mandarines, que conformarían a partir de este momento la élite social y política civil altamente profesionalizada.
En efecto, los Song favorecieron el desarrollo de una burocracia meritocrática, a la que se accedía por medio del sistema de exámenes imperiales en vez de por medio de nombramientos basados en el rango social, como había sido habitual durante las dinastías pre-Song. Esto ha sido interpretado como un cambio gradual desde un gobierno aristocrático a uno autocrático: los aristócratas chinos de las etapas previas a los Song disponían de los recursos, estatus e influencia necesarias para desafiar a los emperadores, mientras que la incipiente clase de burócratas meritocráticos no disponía de la independencia ni de los medios necesarios para criticar o influenciar la política de los emperadores. De este modo, el desarrollo del mandarinato durante los Song se ha interpretado como un intento de los emperadores de eliminar la oposición interna a su gobierno.
Aunque es cierto que la clase mandarina surge como clase gobernante durante los Song, la interpretación de la misma como el establecimiento de un gobierno autocrático en China no está tan clara. Por un lado, muchos de los emperadores Song y de dinastías posteriores delegaron la mayor parte de los asuntos de estado en favoritos o en la propia burocracia, con lo que la tesis de que el mandarinato se desarrolló como forma de promover una autocracia imperial parece poco consistente. Por otro lado, el mandarinato Song distaba mucho de ser verdaderamente meritócratico y, de hecho, la influencia de la nobleza y de los grandes terratenientes se mantuvo hasta convertirse en el mayor foco de tensiones políticas durante los Song.
Lo que el desarrollo de la burocracia imperial refleja es el creciente énfasis en el control y el orden del estado. Los Song establecieron un gran número de agencias y juntas dedicadas a asistir al emperador en las tareas de gobierno, y las pusieron bajo la supervisión de un mandarinato profesionalizado. Expandieron los poderes del Consejo de Estado para que propusiera nuevas políticas que debían ser refrendadas por el emperador. Fundaron la Junta de Académicos como órgano consultivo del estado, y el Censorado para informar a la corte imperial de los asuntos locales y controlar a los mandarines provinciales. Igualmente, fundaron la Comisión de Finanzas para controlar los ingresos y gastos del estado. La Oficina de Asuntos Militares, a menudo encabezada por mandarines civiles, gestionaba los asuntos militares con el mandato explícito de evitar el desarrollo de un estamento militar semejante al de los Tang. La Cancillería fue puesta a cargo de todos los asuntos civiles salvo los financieros. A fin de evitar la fragmentación del estado y el surgimiento de facciones locales, los Song dividieron el estado en prefecturas y subprefecturas formadas por unas 3000 familias, y pusieron a cargo de la supervisión de un número variante de prefecturas a mandarines nombrados por la corte y supervisados por intendentes de finanzas, justicia, orden público, y comercio que la corte enviaba de manera regular por las provincias.
Para todo ello, los Song dependían cada vez más de los exámenes imperiales. A partir de 1067, el jinshi, que previamente se había celebrado de manera irregular, pasó a celebrarse de manera regular una vez cada tres años. Los propios exámenes fueron reestructurados para enfatizar el confucianismo estricto, con pruebas de leyes, literatura, historia, rituales y clásicos, con lo que el mandarinato se convirtió en un cuerpo más legalista y conservador. A fin de garantizar la equidad de los exámenes, los Song introdujeron medios con los que garantizar el anonimato de los candidatos: los examinadores no podían conocer el nombre de los opositores. La reforma del jinshi pronto atrajo críticas, porque enfatizaba la memorización y no evaluaba ni la habilidad ni el carácter ético de los opositores, algo que la doctrina confuciana consideraba fundamental.
Sin embargo, los Song mantuvieron procedimientos formales que posibilitaban acceder a un cargo sin opositar, el llamado yin (蔭) o privilegio de protección.Los emperadores podían conceder el privilegio yin a colaboradores cercanos o familiares, y estos usarlo para hacer nombramientos sin necesidad de que el candidato hubiera aprobado los exámenes imperiales. Para mediados del siglo XI, las oposiciones imperiales producían más candidatos que cargos disponibles. Al mismo tiempo, la nobleza cortesana había empezado a abusar del privilegio yin para propiciar el nombramiento sin examen previo de muchos de sus hijos, creando una élite en abierta competición con los mandarines opositores. Los Song trataron de mejorar la situación limitando el número de opositores. Por ejemplo, en varias ocasiones se prohibió a los hijos de monjes, artesanos o comerciantes opositar; en otros casos, el Ministerio de Ritos introdujo pruebas de carácter ético que supuestamente examinaban las virtudes confucianas de los candidatos, pero que de facto servían para vetar a los opositores de orígenes más humildes.Esta situación degradó aún más la administración imperial durante el siglo XI.

#### Reformas de Wang Anshi

Wang Anshi (1021-1086), influyente estadista y reformista Song.

El énfasis en el privilegio yin y el contenido de los exámenes acabó por propiciar un movimiento de reforma interna del mandarinato. En 1043 dos mandarines, Fan Zhongyan (989-1052) y Ouyang Xiu (1007-1072) redactaron un memorial al emperador Renzong (r. 1022-1063) proponiendo entre otras reformas la abolición del privilegio yin y cambios en los temarios de los exámenes, incluyendo la supresión de las pruebas de poesía y un mayor énfasis en el carácter moral de los candidatos y en asuntos prácticos como leyes y políticas. Fan y Xiu, políticamente ingenuos, se toparon con la oposición frontal de buena parte del mandarinato más tradicionalista y de la nobleza cortesana, y sus propuestas no fueron implementadas. 
El gran intento de reforma del mandarinato y de toda la estructura del estado Song fue el promovido por Wang Anshi (1021-1086), canciller del emperador Shenzong (r. 1067-1085). La necesidad de reformar el estado tenía diversas motivaciones. Principalmente, a lo largo de los siglos X y XI el sur de China vivió una explosión demográfica y un gran desarrollo económico, que lo convirtió en el gran motor comercial de China. Esto se tradujo en una presencia cada vez mayor de mandarines provenientes del sur de China en el gobierno imperial. Los mandarines sureños, habitualmente reclutados de entre las clases medias terratenientes, comenzaron a desplazar de los puestos de influencia a los mandarines del norte, habitualmente reclutados de entre los grandes terrateniente y la aristocracia más tradicional. Esto llevó al surgimiento de dos corrientes opuestas dentro del mandarinato: los mandarines del norte, erigidos en defensores del tradicionalismo agrícola y los grandes terratenientes; y los del sur, defensores de un gobierno más intervencionista y reformista y de la mediana burguesía. Por otro lado, la explosión demográfica no fue acompañada de una expansión proporcional de la burocracia imperial: conforme el número de habitantes incrementaba, el número de mandarines se estancaba, con lo que el control del gobierno Song sobre las provincias comenzó a erosionarse.
Convencido de la necesidad de reestructurar el mandarinato para enfrentarse a los problemas internos de China y garantizar la salvaguarda de las fronteras del norte (amenazadas por los kitán), en 1058 Wang Anshi publicó un extenso plan de reformas conocido como el "Memorial de las diez mil palabras" (Wanyanshu; 万言书/Yanshishu; 言事书/Shang Renzong Huangdi yanshi shu; 上仁宗皇帝言事书). En él, Wang adoptó muchas de las propuestas de Fan y Xiu: defendía la necesidad de reformar la educación y el contenido de los exámenes imperiales, favoreciendo contenidos prácticos y técnicos frente a los tradicionales ejercicios de memorización y estilismo literario. Proponía abolir el privilegio yin y seleccionar mandarines únicamente por méritos. Wang se mostraba particularmente hostil hacia los grandes terratenientes del norte de China, que abusaban su posición por medio del privilegio yin y evadían impunemente impuestos, y defendía propiciar una reforma agraria destinada a expandir el número de medianos agricultores, clase social de la que él mismo procedía. Igualmente, estaba a favor de expandir el comercio de ultramar que se había desarrollado en los grandes puertos del sur. 
A diferencia de Fan y Xiu, el programa de Wang era eminentemente pragmático y centrado en promover el cambio institucional. Incluso al defender la selección meritocrática de mandarines, prefería criterios de selección basados en competencia y habilidad más que en que los candidatos cumplieran con los requisitos de virtud confuciana. Para Wang, los mandarines de nuevo cuño debían preocuparse sobre todo de los problemas financieros del país, y de remediar los distintos problemas del estado por medio de políticas destinadas a combatir la corrupción, la evasión fiscal y expandir la productividad del país. En ese sentido, Wang defendía la formación de mandarines activistas, dedicados a instruir agricultores y ganaderos en las últimas novedades en tecnología agrícola, y a defender a los campesinos de la rapacidad de los grandes terratenientes y prestamistas. A fin de evitar la formación de monopolios o el abuso de los grandes clanes comerciales, Wang defendía la creación de una comisión central de finanzas dedicada a intervenir directamente en la economía, prestando dinero directamente a agricultores y artesanos, adquiriendo sus vienes a precios tasados, y permitiendo a los agricultores pagar sus impuestos por medio de corveas.

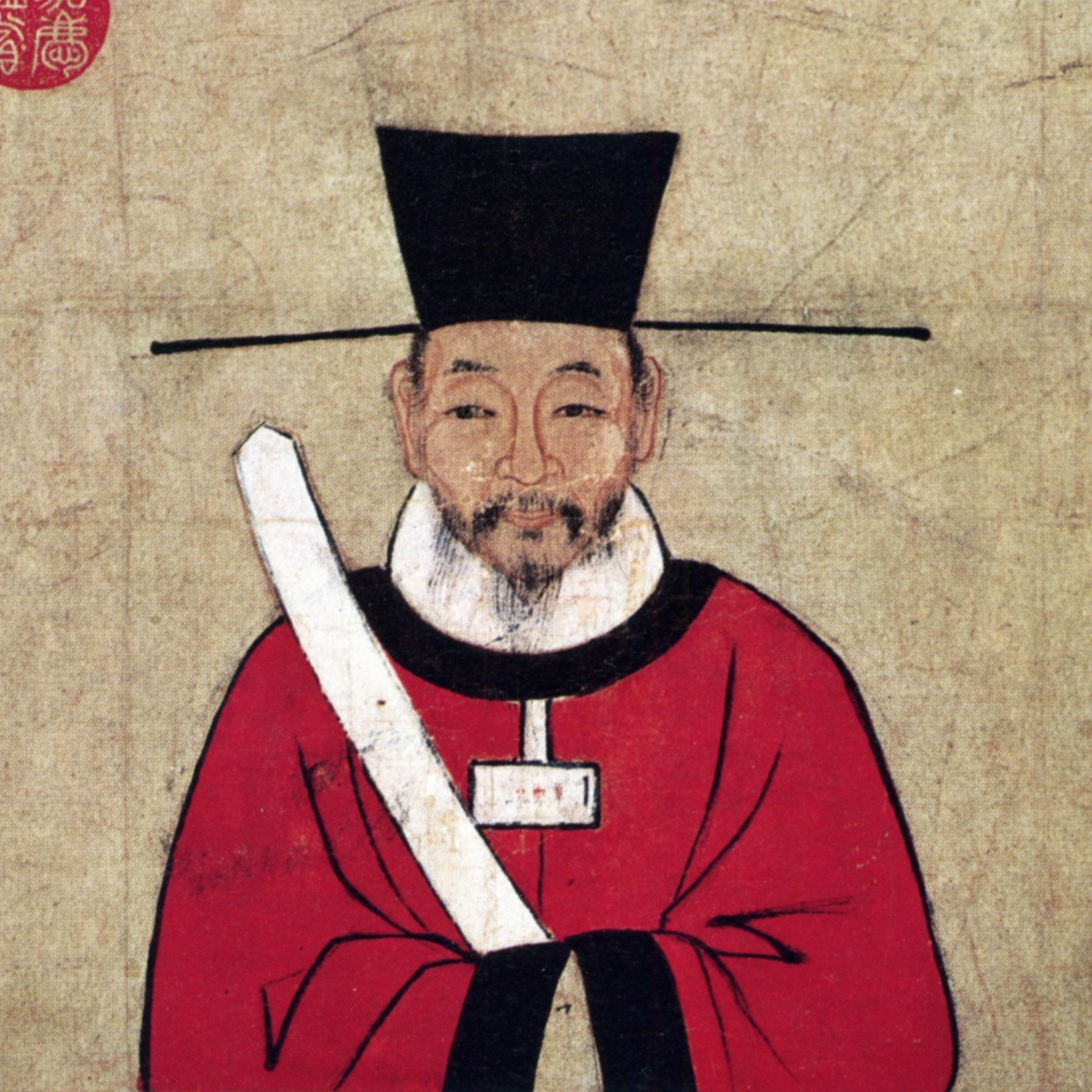
Sima Guang, el principal detractor de las reformas de Wang Anshi.

De acuerdo con las tesis de Wang, el gobierno provincial se reestructuraría por medio del sistema de baojia (que sólo llegaría a ser implementado con éxito irregular por los emperadores Yongzheng y Qianlong en el siglo XVIII), que agrupaba a las familias rurales en jia de diez familias, y a cada diez jia en un bao. Los cabeza de cada bao estaban obligados a recaudar impuestos de todas las familias bajo su bao-jia y a organizar corveas y milicias locales. Los bao estarían supervisados por mandarines locales, reduciendo de este modo la necesidad de expandir la burocracia imperial al tiempo que involucraban al pueblo llano en la estructura de supervisión del estado. Para desplegar el sistema de baojia y combatir la evasión fiscal, Wang pretendía celebrar un censo y un nuevo catastro territorial con los que repartir la carga fiscal de forma justa, y crear una junta de recaudación fiscal encabezada por mandarines del gobierno central.
La habilidad y afán reformista de Wang Anshi fueron reconocidas por su gran protector, el emperador Shenzong, que lo llegaría a nombrar canciller y le permitió comenzar a implementarlas en el período comprendido entre 1069 y 1085. En esto, Wang se topó con una fuerte oposición proveniente tanto de los grandes terratenientes del norte como por los sectores más tradicionalistas del mandarinato. Su gran opositor fue, de hecho, el celebrado historiador y mandarín Sima Guang (1019-1086), que defendía la burocracia tradicional y criticaba el nuevo gobierno activista e intervencionista de Wang. Según Sima Guang y sus seguidores, los problemas de China no eran estructurales sino debidos a la falta de entereza moral de los mandarines, y bastaba con instituir un sistema de premios y castigos para restaurar la prosperidad de China y garantizar el funcionamiento del estado. Sima criticó con vehemencia la política activa de Wang, aduciendo que las corveas voluntarias eran de facto un nuevo impuesto sobre los campesinos; los préstamos directos del estado a los campesinos estarían sometidos a todo tipo de abusos por parte de los mandarines y de la propia corte, que podrían beneficiarse de los intereses de dichos préstamos a costa de los campesinos: Sima acusaba directamente a Wang de intervenir en la economía para beneficiar a la corte, no a los campesinos. Según Sima, la baojia sólo sería una carga más sobre los campesinos. Finalmente, Sima y sus seguidores desaprobaban el énfasis eminentemente pragmático que las reformas de Wang ponían sobre el reclutamiento de los propios mandarines. Para Sima, los mandarines debían ser el epítome de la moral confuciana y los defensores más férreos de las tradiciones y los rituales del pasado. En Wang, Sima y sus seguidores veían los riesgos de un nuevo Han Feizi y la desintegración de la sociedad tradicional china.
Los debates entre detractores y defensores de las reformas de Wang Anshi se produjeron por medio de un gran número de memoriales y tratados con amplias citas de clásicos y fórmulas eruditas confucianas típicas de la clase mandarina, con lo que el debate quedó oculto para la mayor parte de la población. Sin embargo, las reformas jamás prosperaron, sobre todo por la oposición generalizada a toda reforma de las obligaciones del pueblo para con el estado, y la falta de apoyos de Wang dentro del mandarinato. Incapaz de ofrecer ningún resultado de peso o mejora aparente en los 16 años que ostentó el poder, la muerte de Shenzong en 1085 supuso la caída de Wang y el desmantelamiento de muchas de sus reformas, cuyo principal legado fue el faccionalismo cortesano y de la burocracia imperial, dividida a partir de entonces entre tradicionalistas y reformistas.
Para entonces, el control que los Song ejercían sobre China se había erosionado gravemente. La clase mandarina había abandonado sus anteriores obligaciones y convertido en una élite extractiva entre la que abundaba la corrupción y los grupos de interés, y el estado, acostumbrado a lidiar con las amenazas de sus vecinos del norte por medio de sobornos y tributos, había dejado de defender la frontera norte del país, cada vez más amenazada por los jurchen. Los únicos intentos serios de reforma posteriores a Wang provinieron de los restos de la facción reformista que Wang había encabezado, y que para comienzos del siglo XII estaba dominada por su cuñado y el hermano de su cuñado, el mandarín Cai Jing (1047-1126), quien ostentaría el poder durante el reinado del emperador Huizong (1082-1125). Cai Jing, más interesado en afianzar el poder de su facción de reformistas que en reformar el estado, toleró la venalidad de sus seguidores y presidió un época de división política y de corrupción generalizada. Acusado de corrupción, su caída en 1125 propició la invasión de los Jin desde el norte de China, y la caída de la dinastía Song del norte en 1126. Los restos de la familia imperial Song pudieron restablecerse en el poder con base en el sur de China, en el período conocido como la dinastía Song meridional (1127-1279), que mantuvo la semblanza de una administración meritocrática confuciana aunque de facto estuviera controlada por los intereses de aristócratas, grandes terratenientes y de la corte imperial.

### Dinastía Yuan

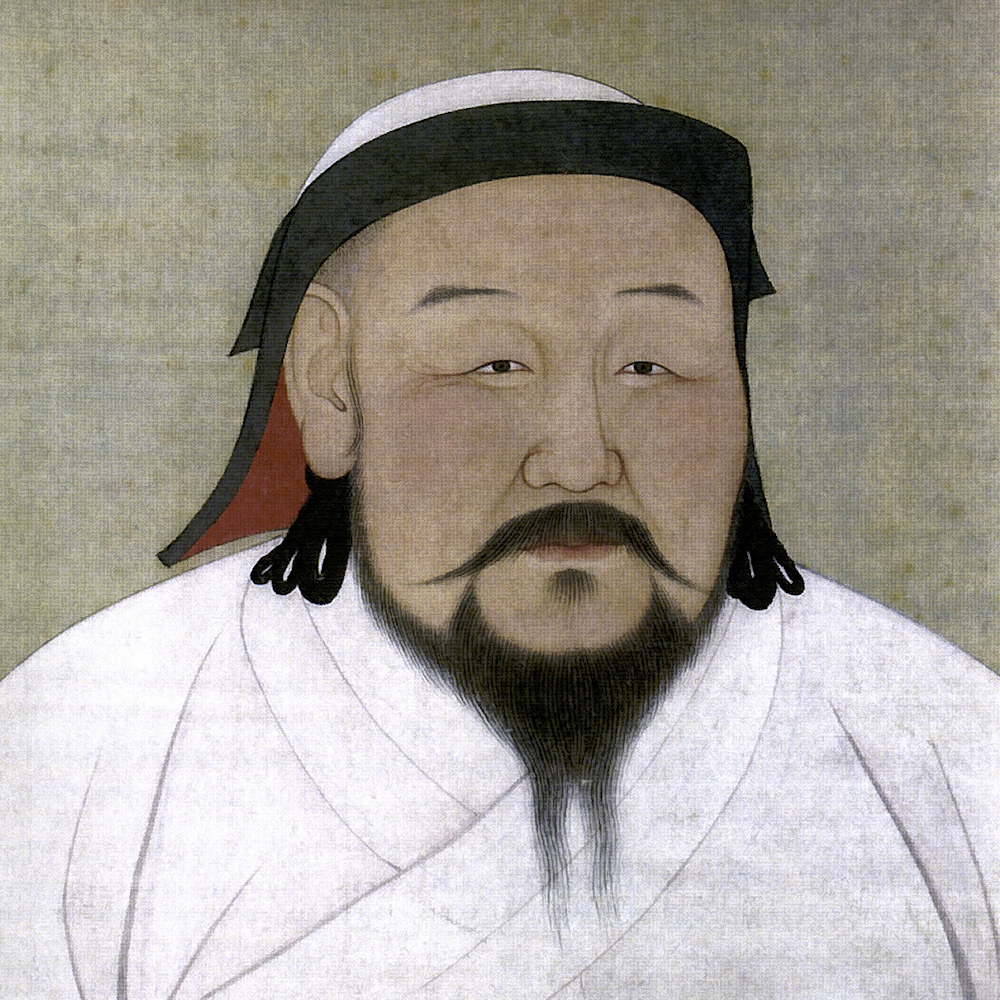
Kublai Khan, conquistador de China, redujo grandemente la influencia que los mandarines tenían en el gobierno de China.

El colapso del poder Song en el norte de China fue seguido de un período de inestabilidad en el norte de China, con el establecimiento de la llamada dinastía Jin, de origen jurchen pero altamente sinicizada al norte del río Amarillo, que estuvo constantemente enfrentada a los Song meridionales. Los Jin, con capital en Kaifeng, establecieron diferentes estructuras de gobierno para los diversos grupos étnicos de su imperio, con los súbditos chinos sometidos a leyes y burócratas mandarines seleccionados por medio de exámenes. Esta situación duró hasta 1234, año en el líder mongol Ogodei Kan se alió con los Song meridionales para expulsar a los Jin. En vez de retirarse, los mongoles ocuparon los territorios Jin y dedicaron los siguientes 40 años a someter a los Song meridionales, fundando la llamada dinastía Yuan cuando conquistaron toda China en 1271. 
La dinastía Yuan (1271-1381), de origen mongol, nunca se sinicizó. Imitando a los Jin, los Yuan no mantuvieron las estructuras del gobierno de los Song salvo para el control de sus súbditos chinos. Las antiguas instituciones Song como la Cancillería o los diversos consejos y juntas fueron fusionados en una sola institución, la Secretaría imperial, y el reclutamiento de mandarines por medio exámenes imperiales perdieron su importancia. De hecho, Kublai Kan (1215-1294), poco deseoso de depender exclusivamente de mandarines confucianos, derogó la necesidad de haber aprobado los exámenes imperiales para acceder a un cargo, y favoreció otras rutas de acceso basadas en los méritos personales, las recomendaciones o los cargos hereditarios para acceder a la administración. La alta administración de su imperio estaba frecuentemente en manos de funcionarios de orígenes diversos (turcomanes, kazajos, chinos han, jurchen, mongol), a fin de evitar el predominio de un grupo étnico concreto. Esto debilitó seriamente al mandarinato, que los Yuan emplearon sobre todo a nivel local para controlar a su súbditos chinos, poniéndolos a cargo de asuntos menores como la administración de justicia local y la recaudación de impuestos, pero impidiéndoles ejercer labores policiales o militares. Los Yuan ejercieron una política generalmente permisiva pero, para los estándares mandarines, muy subversiva. Por ejemplo, frente a la discriminación confuciana de los artesanos y comerciantes, los Yuan favorecieron abiertamente dichas clases, eximiéndolos de impuestos y de labores de corvea, y aboliendo las anteriores leyes suntuarias que los mandarines confucianos habían usado para controlar y limitar la influencia de las burguesías comerciales.
El escaso interés de los Yuan por expandir la burocracia mandarina limitó sus capacidad para controlar y expandir sus propios ingresos fiscales, y generaron una gran hostilidad entre las élites chinas contra los Yuan. Luego de las fallidas invasiones de Japón, Corea, y las crecientes crisis fiscales durante el siglo XIV, los Yuan acabaron siendo derrocados por los Ming.

### Dinastía Ming
El establecimiento de una dinastía nativa como la de los Ming trajo consigo un renacimiento del mandarinato. En primera instancia, los Ming restablecieron la burocracia confuciana de los Song como contramedida a la política anti-confuciana de los Yuan. El emperador Hongwu, muy tradicionalista, quería reivindicar la estructural paternalista y jerárquica del estado como parte esencial de la identidad china que había sido puesta en jaque por una dinastía "extranjera" como los mongoles Yuan. Entre 1373 y 1384, mientras afianzaba su dominio sobre china, Hongwu hizo nombramientos exclusivamente por medio de recomendaciones de sus colaboradores más cercanos; una vez afianzado en el poder, restauró el sistema de reclutamiento por medio de oposiciones, que se celebrarían de nuevo de manera regular.
A diferencia de los Song, los Ming aceptaron la abolición de los privilegios yin, con lo que el acceso al mandarinato se convirtió en esencialmente meritocrático. Igualmente, el acceso quedó abierto a todas las clases sociales, aunque los mandarines mantuvieron un sesgo interno contra los comerciantes y artesanos. Sin embargo, con una población creciente la competición en los exámenes imperiales era tan dura que, de facto, sólo aquellos cuyas familias pudieran permitirse pagar tutores privados y academias durante su educación podían seriamente aspirar a aprobar las oposiciones. Igualmente, los Ming fueron incapaces de erradicar la influencia de las facciones cortesanas, que empezaron a manifestarse por medio de los eunucos de la corte (para los que crearon procedimientos especiales para acceder al mandarinato) y de los diversos familiares y príncipes imperiales.
Con los Ming, el papel del mandarinato como un cuerpo de burócratas al servicio de una corte imperial altamente centralizada se afianzó. Todas las instituciones del estado pasaron a estar controladas y gestionadas por mandarines, y en 1391 se creó una estricta jerarquía de nueve rangos inspirada por el sistema de nueve rangos de la dinastía Han, en la que se progresaba por medio de exámenes, antigüedad, o méritos propios, y en la que era también frecuente ser degradado. Los nueve rangos seguían dos ramas paralelas, una militar y otra civil, pero durante los Ming el control civil de los asuntos militares fue férreo, y los rangos militares tendrían mucho menos prestigio por cuanto contravenían el tabú confuciano de wu, esto es, de no incurrir en violencia. El emperador reorientó su papel de gobernante al de un árbitro que dirimía entre las distintas opciones que le presentaban la recientemente fundada Gran Secretaría y la Cancillería del Imperio. La jerarquización de la burocracia hizo que los mandarines se convirtieran en representantes directos del emperador, pero que lo hicieran basándose en una jerarquía muy estricta y formalizada, con muy poca autonomía propia.

Wang Yangming (1472-1529), filósofo y mandarín neo-confuciano, cuya filosofía idealista y legalista, el "yangminismo" o "Escuela del Corazón" dominó el ideario filosófico del mandarinato durante las dinastías Ming y Qing.

La educación de los mandarines se estandarizó en torno a los clásicos confucianos  centrados en las recopilaciones de los Cuatro Libros y Cinco Clásicos editadas por Zhu Xi en el siglo XII. Sin embargo, los Ming innovaron en la estructura de los exámenes, introduciendo nuevas pruebas como el famoso ensayo en ocho partes, un ejercicio estilístico que originalmente había sido introducido por Wang Anshi como un examen de conocimientos prácticos, y que pasó a formar parte del currículo estándar de los exámenes imperiales en 1480, durante el reinado del emperador Chenghua. El temario de los exámenes era generalista y conservador, y distaba mucho de los asuntos de índole práctica que muchos reformistas reivindicaban; la prueba se centraba en la memorización de doctrina y clásicos confucianos, y en ejercicios de estilismo literario, como el ensayo en ocho partes y las pruebas de poesía. La interpretación filosófica de los clásicos estuvo marcadamente influenciada por el yangminismo de la Escuela del Corazón, que sostenía que el conocimiento y la acción eran uno: un mandarín conocedor de la doctrina era inevitablemente un mandarín virtuoso. Durante siglos, numerosos críticos de los exámenes, con Wang Anshi a la cabeza, habían señalado los numerosos problemas que este énfasis en memorizar doctrina acarreaba, pero con los Ming el sistema de exámenes no hizo sino volverse aún más abstracto y menos relevante para las necesidades de China. El consenso entre los expertos es que el ensayo de ocho partes puede ser culpado como una de las principales causas del "estancamiento cultural y el retraso económico de China". Sin embargo, Benjamin Ellman sostiene que había algunos rasgos positivos, ya que la forma ensayística era capaz de fomentar "el pensamiento abstracto, la persuasión y la forma prosódica" y que su elaborada estructura desalentaba una narrativa errante y desenfocada.

Aunque en principio los exámenes estaban abiertos a todos, en la práctica los opositores que aprobaban habían tenido que recibir durante años una educación muy cara y sofisticada, del tipo que sólo las familias de la alta burguesía terrateniente y adinerada se podía permitir proporcionar a sus hijos con talento. Así, en la práctica, el 90% de la población no era elegible por falta de educación, y el sistema era únicamente meritocrático para el 10% de la población varón, que si que tenía las mismas posibilidades de llegar a lo más alto. Para tener éxito, los jóvenes debían recibir una amplia y costosa formación en chino clásico, en el uso del mandarín (el dialecto de la corte), en conversación, poesía, filosofía, retórica clásica, y en caligrafía, y debían dominar los intrincados requisitos estilísticos del ensayo de las ocho partes. La alta burguesía tradicional no sólo dominaba el sistema, sino que también aprendió que el conservadurismo y la resistencia a las nuevas ideas era el camino hacia el éxito. 

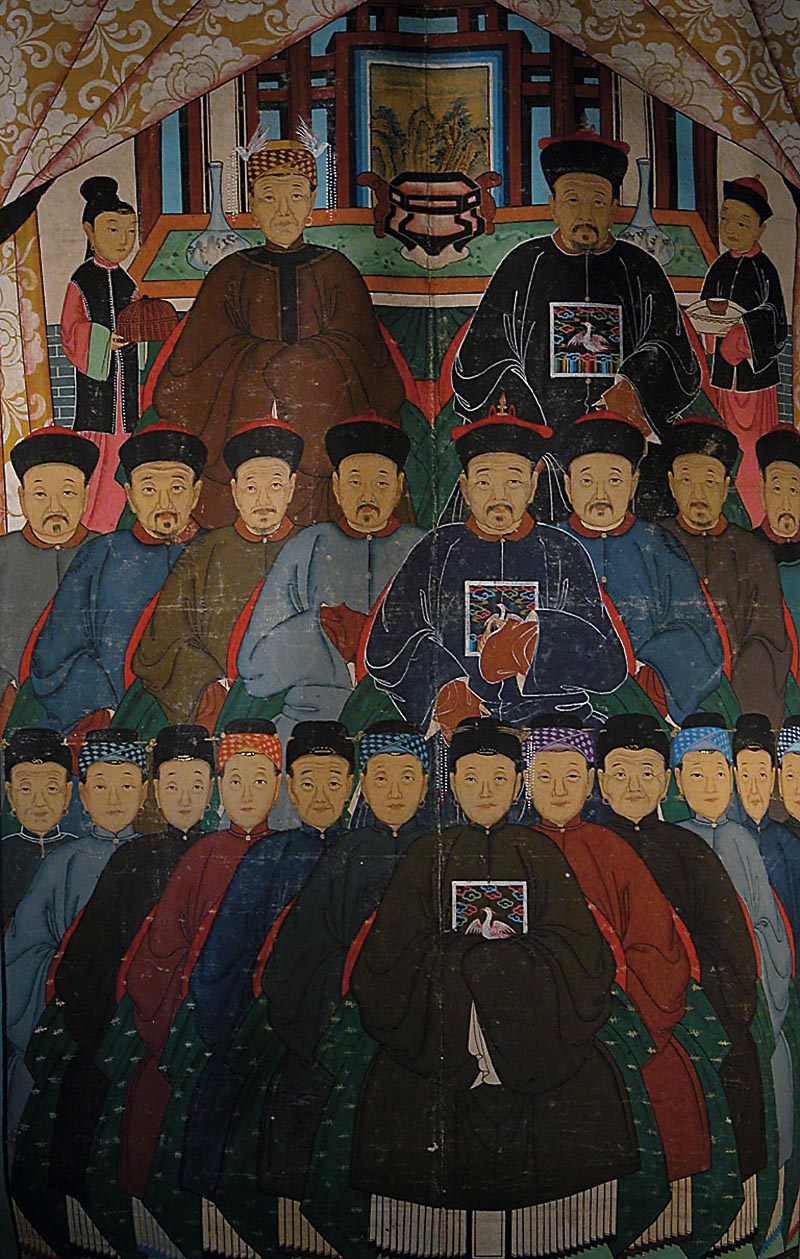
Retrato de tres generaciones de mandarines de la dinastía Qing.

Los mandarines solían formarse en primera instancia en academias locales para preparar el examen de rango más bajo, el tóngshì. Esto concedía el grado de shengyuan (algo así como "estudiante candidato"), que no capacitaba para un puesto de mandarín sino para acceder a las academias prefecturales dedicadas a preparar a candidatos para los tres rangos superiores. El siguiente grado se adquiría al pasar el examen de prefectura, conocido como el fǔshì, celebrado cada tres años en la capital de la prefectura; esto les concedía el grado de juren y nominalmente permitía el acceso a puestos de mandarín de los tres rangos inferiores o el acceso a las universidades de Pekín o Nankín. A nivel metropolitano (para todo un virreinato/provincia) se celebraba el examen trienal del huìshi, que concedía el grado de gongshi.  El último grado, el de jingshi, se adquiría la aprobar el examen de la capital, en el que el propio emperador participaba como examinador. Los exámenes estaban gestionados por mandarines del Ministerio de Ritos, y al igual que durante los Song, los exámenes estaban ideados para que identidad de los opositores se mantuviera anónima.
Había más de 4.000 profesores e instructores en las escuelas provinciales y de prefectura que se sometían a evaluaciones cada nueve años. El Instructor Jefe en el nivel prefectural era clasificado como igual a un graduado de segundo grado de la provincia. Estas evaluaciones eran llevadas a cabo por el Ministerio de Ritos, que también organizaba los exámenes. La Supervisión de Instrucción Imperial supervisaba la educación del heredero al trono; esta oficina estaba dirigida por un Gran Supervisor de Instrucción, clasificado como primera clase de tercer grado. Proliferaron igualmente numerosas escuelas y academias privadas, y miríadas de tutores privados, destinados todos a preparar candidatos para los exámenes imperiales en sus tres niveles superiores.
El número de mandarines era relativamente reducido. En los 276 años de dinastía, los Ming concedieron 24.874 títulos de jinshi, con lo que se estima que en cualquier año de la dinastía sólo uno de cada 10.000 habitantes del imperio tenía el grado más alto de los exámenes imperiales. Esto contrasta con el gran número de graduados del rango más bajo, el shengyuan, del que se estima había unos 100.000 graduados en cualquier momento dado.
A fin de evitar el faccionalismo que había minado a la dinastía Song y, de paso, evitar la formación de monopolios de poder por parte de la nobleza terrateniente de las regiones más prósperas, los Ming establecieron cuotas provinciales en la selección de mandarines. En esto se ayudaron de la fundación de la extensa red de academias e institutos de formación de mandarines, y en la expansión de la industria de la imprenta desde los tiempos de Song aumentó la difusión del conocimiento y el número de posibles candidatos a exámenes en todas las provincias. Para los jóvenes escolares había tablas de multiplicar impresas y cartillas de vocabulario elemental; para los candidatos a exámenes de adultos había volúmenes baratos y de producción masiva de los clásicos de Confucio y las respuestas de los exámenes aprobados.
A fin de evitar la corrupción y el desapego general que los Song tardíos habían vivido, los Ming decidieron someter a los mandarines a numerosas leyes y ordenanzas imperiales que regulaban todos los aspectos de su actividad. Los Ming establecieron un límite máximo de un mandato en nuevo años, pero cada tres años los mandarines eran calificados en función de su rendimiento por los censores. Si se les calificaba como superiores, ascendían un rango en el escalafón de nueve rangos; si se les calificaba como adecuados, conservaban su rango; y si se les calificaba como inadecuados, descendían un rango. En casos extremos, los funcionarios eran despedidos o castigados. Sólo los mandarines de la capital de cuarto rango o superior estaban exentos de este escrutinio. Tanto los exámenes imperiales como las ordenanzas que regulaban a los mandarines enfatizaban un estricto legalismo confuciano, basado en preceptos generales, paternalismo social, y estrictas jerarquías. Los mandarines estaban obligados a conducir todos sus asuntos por medio de abundante papeleo y referir todas sus decisiones por medio memoriales a sus superiores provinciales o a la Corte Imperial, y podían ser sujetos a inspecciones sorpresa por parte de los censores.
Las normativas locales podían ser tan variadas y amplias que los mandarines, sobre todo los de nuevo cuño, no podían operar sin la ayuda de un amplio cuerpo de secretarios expertos en su yamen. De hecho, los mandarines que accedían a la función pública mediante oposiciones actuaban como mero ejecutivos de un cuerpo mucho mayor de personal sin rango denominado funcionarios menores. Estos, esenciales en el desarrollo de las tareas de los mandarines, superaban en número a los funcionarios en una proporción de cuatro a uno; Charles Hucker calcula que quizá llegaran a 100.000 en todo el imperio. Estos funcionarios menores realizaban tareas administrativas y técnicas para los organismos gubernamentales, y eran sometidos a evaluaciones periódicas de méritos, al igual que los funcionarios, y tras nueve años de servicio podían ser aceptados en un rango inferior de la función pública. La única gran ventaja de los funcionarios menores sobre los mandarines era que éstos rotaban periódicamente y eran asignados a diferentes puestos regionales, por lo que tenían que contar con el buen servicio y la cooperación de los funcionarios menores locales. Cualquier error o desliz de los mandarines era severamente castigado por los Censores, y para ello los censores solían emplear informes secretos de los funcionarios menores de cada yamen, a los que instaban a denunciar a sus superiores mandarines por medio de cartas anónimas de delación. Debido a la severidad de los castigos, que a menudo involucraban el despido, la confiscación de los bienes y la propia vida del mandarín, el cuerpo de mandarines se convirtió en extremadamente conservador y poco favorable a innovar. Todo esto generó una burocracia expansiva, rígida y muy centralizada.

### Dinastía Qing
Los Qing, de etnia manchú, heredaron de los Ming un mandarinato estable y afianzado. En vez de relegarlo a un papel secundario como hicieran los Yuan, los Qing abrazaron el legalismo confuciano y permitieron que las labores de los mandarines continuaran como forma de controlar a sus crecientes súbditos chinos. De base, esto supuso que durante los Qing la élite social y política china continuó siendo el mandarinato civil. 
La principal diferencia entre la burocracia Qing y Ming fue que los Qing discriminaban abiertamente a favor de los manchú, pese a lo cual también introdujeron un renovado énfasis en examinar asuntos políticos. Esta innovación fue introducida en 1663 por Wei Yijie (1616-1686), un prominente mandarín de etnia Han durante el reinado del emperador Kangxi que reformó el examen del jinshi, relegando el ensayo en ocho partes al final del mismo, y enfatizando preguntas de política y asuntos prácticos; Wei Yijie también introdujo la obligatoriedad de presentarse al examen para los súbditos de etnia manchú, que habían estado exentos de la misma desde la conquista manchú de China.
Pese a que aparentemente los manchú estaban sometidos a los mismos requisitos para acceder al mandarinato que los han, en la práctica la discriminación a favor de los mismos era abierta. Por un lado, los Qing frecuentemente establecían cuotas de mandarines han y manchú en los distintos departamentos imperiales (por ejemplo, durante el reinado de Qianlong el Gran Consejo tenía que estar formado por un 50% de consejeros han y un 50% de consejeros manchú), lo que de facto discriminaba contra los mucho más numerosos han. Igualmente, para acceder al mandarinato, los manchú podían presentarse a exámenes simplificados mucho más accesibles que los ordinarios, que se celebraban de manera irregular pero frecuente; los chinos de etnia Han tenían prohibido acceder a cargos militares salvo en las tropas auxiliares del Estandarte Verde, y en ningún caso podían supervisar asuntos militares. Finalmente, en un primer momento los Qing excluyeron a los han del acceso a los más altos cargos del estado, como la Gran Secretaría, el Gran Consejo, o la Cancillería; aunque posteriormente relajaron estas restricciones, los chinos han estaban sujetos a estándares mucho más altos que los manchú para acceder a los mismos. Los Qing también trataron de limitar frecuentemente el número de mandarines de etnia han de manera encubierta, empleando para ello requisitos discriminatorios, como la necesidad de aprobar exámenes literarios en manchú, algo que los chinos han no podían hacer. Aunque esta discriminación se mantuvo y los manchú siempre contaron con amplias ventajas frente a los mandarines han, ante la creciente sinicización de los Qing, las restricciones se relajaron y para el reinado de Yongzheng chinos de etnia han como Zhang Tingyu habían vuelto a acceder a los más altos cargos del imperio. 
Conforme durante los siglos XVII y XVIII la población de China se doblaba hasta los 300 millones de habitantes, el acceso al mandarinato se convirtió en extremadamente competitivo, generando una auténtica crisis de movilidad social a lo largo del siglo XVIII. Los exámenes, que se celebraban en los mismos cuatro grados que durante los Ming (a nivel local, de prefectura, de provincia, y en la capital), eran muy duros, y la tasa de éxito de los opositores se hizo cada vez más baja conforme el número de candidatos aumentaba. Por ello, para cuando un opositor conseguía aprobar el examen, detrás del candidato se había generado una red de intereses familiares y clientelares tal que forzaba al nuevo mandarín a contemplar su cargo como una posición social temporal con la que lucrarse y recompensar a todos los que lo habían ayudado a alcanzarla. Más si cabe, entre aprobar un examen y acceder a un cargo solía pasar un período de tiempo que podía llegar a ser de años. A fin de minimizar ese tiempo, a lo largo del siglo XVIII se instauró la costumbre de ofrecer jingong 进贡 (regalos) a diversos mandarines provinciales o cortesanos de alto rango capaces de expeditar un nombramiento, costumbre que se hizo tan endémica que dichos regalos se convirtieron en obligatorios para acceder a cualquier cargo. Para poder sufragar esos sobornos, los nuevos mandarines se veían obligados a su vez a aceptar y esperar sobornos de todo tipo. A la larga, todo ello contribuyó a extender la corrupción por toda la administración china. 

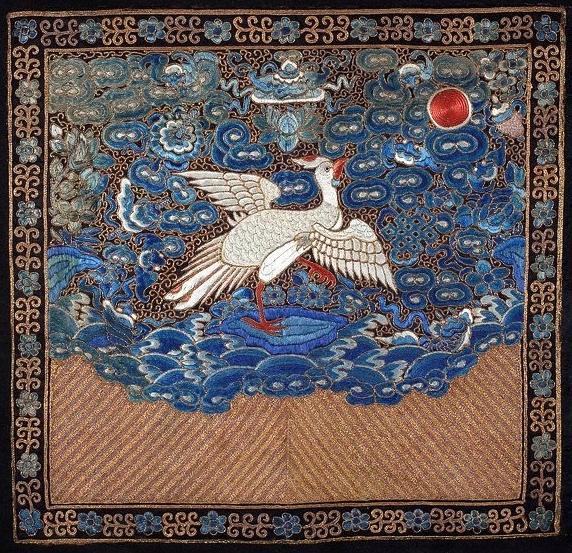
Enseña bordada de un mandarín de sexto rango durante la dinastía Qing. La garceta era el símbolo de los mandarines de sexto rango.

Igualmente, la excesiva burocratización del estado que el mandarinato imponía se convirtió en un lastre para la capacidad de respuesta del mismo ante todo tipo de crisis, desde hambrunas o plagas hasta inundaciones o revueltas. La costumbre de memorializar todos los asuntos y esperar instrucciones de los superiores restaba flexibilidad a los mandarines, y conducía a soluciones mal planteadas y a menudo muy lentas, basadas en preceptos de la filosofía clásica confuciana carentes del pragmatismo necesario en muchos casos. 
La permanente amenaza de ser cesados por dolo, mal comportamiento o mala aplicación de la ley incentivaba a los mandarines a falsear sus memoriales, omitiendo detalles negativos, enfatizando sólo asuntos positivos, o simplemente mintiendo. Por ello, las decisiones de sus superiores, dependientes del imperfecto conocimiento de los problemas reales derivado de memoriales falseados, podían ser auténticamente desastrosas.
Durante la dinastía Qing, estos problemas asolaron toda la estructura de la función pública china, desde los mandarines de menor rango hasta virreyes o gobernadores provinciales que respondían directamente ante el emperador. Por ejemplo, en 1841 los británicos asediaron y capturaron Cantón durante la primera guerra del Opio. Obligado a rendirse y firmar un armisticio que forzaba a China a reabrir el comercio con el Reino Unido y ofrecer reparaciones, el virrey de Cantón falseó sus memoriales al emperador, afirmando que las tropas chinas habían derrotado a los británicos, y que "los bárbaros han suplicado al general en jefe que implore al emperador que éste tenga misericordia de ellos, y que permita que sus deudas sean saldadas y que puedan reanudar el comercio en cuanto retiren sus barcos del estrecho de Humen y nunca vuelvan a intentar atacarnos". Igualmente, en 1798 el emperador Qianlong era incapaz de entender cómo después de cientos de supuestas victorias sobre los rebeldes del Loto Blanco, éstos no accedían a rendirse. En ambos casos, los mandarines mentían, y sus superiores, en este caso la Corte Imperial, eran incapaces de rectificar la situación.
El énfasis en el legalismo confuciano y aspectos literarios hacía que los mandarines tendiera a ser conservadores y tradicionalistas, guardianes de las tradiciones confucianas. Aunque las críticas internas al respecto datan ya de la dinastía Ming, durante el siglo XIX las limitaciones del sistema de exámenes imperiales, cuyo contenido casi no habían cambiado desde el año 605, se hicieron cada vez más patentes: la estructura de los exámenes imperiales primaba la formación de funcionarios generalistas sin conocimientos específicos de finanzas, leyes, obras públicas, comercio o relaciones internacionales necesarios para afrontar el mundo moderno. Los mandarines Qing eran a menudo incapaces de responder de forma eficaz a los problemas surgidos de la irrupción de los comerciantes occidentales y, posteriormente, industrialistas occidentales en China. Tras varios intentos de reforma del mandarinato, el sistema de exámenes imperiales fue suspendido en 1901 en virtud del Protocolo Bóxer. Para entonces habían surgido varias estructuras administrativas ajenas al mandarinato, como el Gran Consejo, que desde 1723 había venido a sustituir a la Gran Secretaría como órgano ejecutivo del estado porque no dependía de la estructura del mandarinato, y podía adoptar decisiones de manera rápida y eficaz; o la Administración Imperial de Aduanas, fundada en 1862 y que empleaba a occidentales como administradores; o el Zongli Yamen, que operaba como departamento de asuntos exteriores informal, al margen de los canales tradicionales. En 1905 el sistema de exámenes fue definitivamente abolido, y el mandarinato fue sustituido por una función pública de estilo occidental.

### Otros países
Los mandarines también existieron en otros países vecinos sinicizados, o sea fuertemente influenciados por la cultura china, como Vietnam y Corea. A partir de la dinastía Joseon, Corea instauró un mandarinato de estilo Ming, estrictamente confuciano y con una estructura jerárquica parecida a la China. El mandarinato coreano fue abolido durante la ocupación japonesa de Corea (1904 -1945). Vietnam también emuló el sistema de mandarines chino; los últimos mandarines de la historia estuvieron al servicio del Estado de Vietnam (1949–1955).

## Características y funciones de los mandarines
La administración de China durante el periodo imperial estaba compuesta por tres ramas: la militar, dividida en cinco departamentos principales o comisiones militares, la administración civil general, dividida en seis ministerios, y la oficina de los censores. Siguiendo el sistema de nueve rangos, cada uno de estas ramas consistía en nueve rangos subdivididos en dos grados (superior e inferior u ordinario y secundario, a y b) y tres niveles: uno superior a nivel de capital (típicamente los rangos 1 a 3 o 1 a 4), uno medio a nivel provincial (típicamente los rangos 5 a 7) y uno inferior a nivel de prefectura y condado (los rangos 8 a 9). Por encima de todos estaba el emperador como máxima autoridad. Durante los Tang y los Song, la administración había estado encabezada por los cancilleres y el consejo de ministros, pero desde el reinado de Hongwu, el consejo de ministros y los cancilleres dejaron de dominar. En su lugar, Hongwu creó en 1382 la institución de los "Grandes Secretarios." Estos eran eruditos de la Academia Hanlin que actuaban como consejeros personales del emperador, cada uno con su propia área de responsabilidad asignada por éste. Nominalmente había seis "grandes secretarios", y rara vez había menos de tres en un momento dado. A partir de 1424, los grandes secretarios recibieron un nombramiento como mandarines del más alto rango y el título honorífico asociado (rango 1 a y 1 b). Tenían precedencia sobre todos los demás funcionarios de la administración civil. Al mismo tiempo, conservaban los cargos y títulos de rango que tenían en la Academia Hanlin. Eran los únicos funcionarios que ocupaban dos cargos al mismo tiempo. A fin de agilizar la toma de decisiones, los Qing introdujeron el Gran Consejo, que actuaba al margen de la administración central como un consejo de ministros; sus miembros solían incluir altos jerarcas manchú y príncipes imperiales, en casi todos los casos con rango mandarín civil o militar, y con frecuencia mandarines de los más altos rangos civiles, pero los grandes consejeros no tenían un rango propio dentro de la administración civil, aunque fueran mandarines por otra razón.
El gobierno chino se dividía en tres departamentos y seis ministerios (personal, finanzas, ritos, guerra, justicia y obras públicas), que estaban dirigidos cada uno por un ministro (rango 3 a hasta 1380, rango 2 a a partir de entonces) y un viceministro (rango 3 a). Cada ministerio tenía entre cuatro y trece oficinas o juntas subordinadas al mismo. Cada una de estas oficinas tenía uno o más directores (rango 5 a) y uno o más subdirectores (rango 5 b). Todas las oficinas tenían secretarios (rango 6 a). La administración general de los ministerios dependía de los jefes de administración (rango 9 b). Además, había numerosos secretarios y ayudantes sin rango.
Durante los Ming y los Qing, cada ministerio mantenía una oficina en Pekín y otra en Nankín, considerada como la segunda capital de China. Los ministerios controlaban otros organismos, como. la "Dirección de Astronomía" (en chino tradicional, 欽天監; pinyin, qīntiānjiān), la "Dirección de Jardines Imperiales" (en chino tradicional, 上林苑監; pinyin, shànglínyuànjiān) y la "Academia Imperial de Medicina" (en chino tradicional, 太醫院; pinyin, tàiyīyuàn). Una institución independiente era la Academia Hanlin, cuyo canciller tenía el rango de 5 a. Todos los organismos tenían una oficina secundaria en Nankín, que estaba destinada a actuar como capital auxiliar en caso de que Pekín fuera conquistada por una potencia extranjera.
La administración en las provincias se organizaba a través de delegaciones, cada una dirigida por un comisario del gobierno de rango 2 a con el título de virrey, que administraba un grupo de dos o más provincias; cada provincia estaba gestionada por dos comisarios imperiales de rango 2 b con el título de gobernador provincial. Bajo ellos operaban diversos funcionarios a cargo de la administración de las prefecturas (rango 4 a), subprefecturas y condados.
El Consejo de Censores se encargaba del control y la supervisión de la administración general, la administración militar, y también de toda la Corte Imperial. Estaba encabezado por dos censores en jefe de rango 2 a. Los censores tenían permitido dirigir memoriales directamente al emperador criticando cualquier política o acción administrativa de los mismos y de su gobierno. Igualmente, podían enviar inspectores a las provincias y tenían una red de informantes entre los funcionarios menores dedicada a controlar y supervisar a los mandarines locales.

### Acceso y características de los cargos
El primer requisito para acceder a un cargo gubernamental era el haber aprobado con éxito el examen imperial adecuado al rango del puesto. Tras aprobar el examen y si existía un puesto adecuado, el licenciado era asignado a él por el Ministerio de Personal. A cada puesto se le asignaba un rango específico (en chino, 品; pinyin, pǐn). En base al sistema de nueve rangos, había nueve rangos básicos, numerados del 1 para el más alto al 9 para el más bajo. Cada rango se dividía en dos grados, superior (en chino, 上) e inferior (en chino, 下) (abreviados en la nomenclatura occidental como rangos a y b), y para cada rango se especificaba una túnica, un grado y un título concretos. Por el tipo y los colores de las túnicas, los rangos podían distinguirse entre sí. Las personas que no fueran los titulares tenían prohibido vestir las túnicas mandarinas.

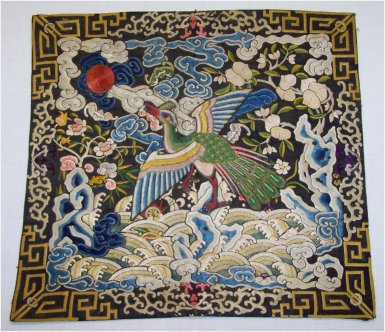
Cuadrado mandarín mostrando un pavo real, correspondiente a un mandarín de rango 3. Período Qing.

Como traje oficial, los mandarines vestían costosas túnicas de seda negra, azul oscuro o verde esmeralda, satén y brocado con un rígido cuello Lǐngtóu, rematado con una sobrefalda ribeteada con medalla. Durante la dinastían Qing, los típicos sombreros mandarines redondos tenían dos estilos. En verano se llevaban cónicos, gorros puntiagudos sin ala. Estaban hechos de tiras tejidas de bambú, cubiertas de seda (para los funcionarios de alto rango) o de paja tejida (para los de menor rango), y de la punta colgaban finas hebras de seda o crin de caballo doméstico. El sombrero de invierno, de ala ancha, era de seda, visón o piel de foca. En las ceremonias, los sombreros solían adornarse con plumas de pavo real que colgaban de la espalda. Con la toga y el sombrero se llevaban botas y accesorios a juego, como anillos, sello y largas cadenas de abalorios. Las togas y los rangos se caracterizaban además por animales heráldicos. Éstos se bordaban artísticamente a la altura del pecho en grandes emblemas cuadrados, llamados cuadrados mandarines. La enseña del rango más alto de la administración civil durante la dinastía Ming era el de grulla de Manchuria (en chino tradicional, 仙鶴; pinyin, xiānhè), seguido en orden descendente por faisán dorado (en chino tradicional, 錦雞; pinyin, jǐnjī), el pavo real (en chino, 孔雀; pinyin, kǒngquè), el ganso (en chino tradicional, 雲雁; pinyin, yúnyàn), el faisán plateado, la garceta (en chino tradicional, 鷺鷥; pinyin, lùsī), el xichi (en chino, 鸂鶒; pinyin, xīchì) un ave acuática parecida al pato mandarín, el oriol de cuello negro (en chino tradicional, 黃鸝; pinyin, huánglí) y la codorniz. Los rangos militares también tenían sus propias enseñas. 
| Rango | Ming (1391–1526)          | Ming y Qing (1527–1662) | Qing (1662–1911) | Imagen |
| ----- | ------------------------- | ----------------------- | ---------------- | ------ |
| 1     | Grulla or faisán dorado   | Grulla                  | Grulla           |        |
| 2     | Grulla o faisán dorado    | Faisán dorado           | Faisán dorado    |        |
| 3     | Pavo real or ganso        | Pavo real               | Pavo real        |        |
| 4     | Pavo real o ganso         | Ganso                   | Ganso            |        |
| 5     | Faisán de plata           | Faisán de plata         | Faisán de plata  |        |
| 6     | Garceta or Pato mandarín  | Garceta                 | Garceta          |        |
| 7     | Garceta or Pato mandarín  | Pato mandarín           | Pato mandarín    |        |
| 8     | Oriol, codorniz o monarca | Oriol                   | Codorniz         |        |
| 9     | Oriol, codorniz o monarca | Codorniz                | Monarca          |        |

Durante la dinastía Qing rango cortesano de un mandarín se reconocía, por un lado, por los adornos de su toga y, por otro, por una joya en su sombrero. Las túnicas de los mandarines de los rangos 1 (el más alto) a 3 estaban decoradas con sellos Máng, de los que había nueve en total. Adoptaban la forma de bordados, ocho de los cuales estaban siempre simétricos en la parte delantera y trasera; un noveno dragón se fijaba al interior de la túnica. Los mandarines del 4.º al 6.º rango llevaban una túnica con ocho dragones de cuatro garras, símbolo regente del emperador. Las túnicas de los titulares de los rangos 7.º a 9.º (por tanto, el más bajo) llevaban bordadas sólo cinco figuras de dragón. Los mandarines de menor rango rara vez llevaban dragones bordados, ya que eran demasiado caros para los mandarines de estos rangos. Y cuando se llevaban, sólo era para ceremonias imperiales. La joya ya mencionada estaba justo en la parte superior del sombrero redondo. Descansaba sobre una base y podía ser azul, roja, amarilla o blanca. Podía tratarse de auténticas piedras preciosass, como zafiros o rubís, piedras semipreciosass como cristal de roca, lapislázuli y ópalo claro, o coral y cristal. Todas las administraciones y organismos tenían el mismo rango. Los rangos 1 a 3 eran rangos altos, los rangos 4 a 7 eran rangos medios, y los 8 y 9 eran rangos más o menos insignificantes.
Los puestos asignados a los graduados se basaban en los resultados obtenidos en los exámenes. Los tres mejores en el examen de la capital comenzaban sus carreras como "compiladores" en los rangos 6 b y 7 a en la Academia Hanlin. Los siguientes mejores en el examen también eran enviados a la Academia Hanlin como jóvenes eruditos para continuar allí sus estudios durante otros tres años. Si aprobaban otro examen al cabo de tres años, también se les otorgaba un puesto de "compilador" en la Academia; los demás eran distribuidos entre los departamentos y organismos de la capital, y en cualquier caso tenían perspectivas de ascender rápidamente. Los otros graduados de la capital también comenzaban su servicio en los rangos 6 y 7, pero no tenían la oportunidad de ascender rápidamente a rangos superiores. A muchos principiantes, especialmente a los graduados de la capital más jóvenes, no se les concedía inmediatamente nombramientos permanentes, sino que eran asignados a diferentes agencias de la administración central. Tenían el estatus de aprendices y tras un cierto periodo de tiempo volvían a ponerse a disposición del Ministerio de Personal, desde donde eran destinados al siguiente organismo.
Los mandarines de rango inferior al 4 estaban sometidos a evaluaciones cada tres años por parte del Ministerio de Personal, y si las pasaban con éxito podían ser ascendidos. Sin embargo, en la práctica los ascensos ordinarios solían producirse como muy pronto después de nueve años de servicio en un puesto, salvo que el candidato hubiera llamado la atención de los superiores por un rendimiento especialmente destacado. En ese caso, también se podía considerar un ascenso antes. En principio, ningún funcionario podía ser ascendido más de dos grados en un solo escalón. Hasta 1530, el ascenso requería la propuesta de un titular de los grados 1.º a 3.º. A partir de entonces, se producía a propuesta del Ministerio de Personal, que debía elegir a las personas idóneas para las vacantes en una "Gran Selección" basada en los expedientes preparados.
Las estadísticas muestran que los mandarines provinciales ocupaba de media de 1 a 3 cargos diferentes a lo largo de su carrera. La mayoría de ellos ocupaban un solo cargo a lo largo de su vida, y solían retirarse pronto. Los mandarines que habían aprobado el examen de la capital ocupaban de media dos cargos diferentes. Para los funcionarios de mayor rango que hubieran aprobado el examen de palacio, sin embargo, era habitual ostentar diez cargos diferentes.
Una vez que un funcionario había ascendido a un rango superior al quinto, normalmente tras décadas de servicio, su carrera posterior ya no dependía de las decisiones del Ministerio de Personal. Los cargos superiores eran decididos por grupos de nombramiento creados específicamente para cada caso entre el entorno del emperador, quien debía confirmar todos los nombramientos, pero quien también podía rechazar a las personas que le desagradaban.

### Rangos bajo la dinastía Qing
La dinastía Qing (1644-1912) dividió la burocracia en cargos civiles y militares, ambos con nueve grados o rangos, cada uno subdividido en categorías primarias y secundarias. Para cargos civiles, el sistema de nueve rangos era prácticamente el mismo que bajo la dinastía Ming; para cargos militares los Qing introdujeron muchos cambios, sobre todo en el sistema de acceso a los mismos, que favorecía el acceso a los cargos militares para la élite manchú por medio de un sistema de exámenes simplificado.
Los nombramientos civiles iban desde Secretarios del emperador o Gran Secretario en la Ciudad Prohibida (el cargo más alto) hasta el de magistrado de condado, recaudador de impuestos de una prefectura, subdirector de una cárcel, subdirector de la policía o examinador de impuestos. Los nombramientos militares iban desde mariscal de campo o chambelán de la guardia imperial hasta sargento de tercera clase, cabo o soldado de primera o segunda clase.
En la tabla siguiente, "na" es la abreviatura del "nº rango, primario" (正n品), que es un sub-rango superior al "nº rango, secundario" (從n品), denotado como "nb" en la tabla.
| Rango | Cargo civil | Cargo Militar |
| ----- | --- | --- |
| 1a    | Secretarios del Emperador, Grandes Secretarios                                                                                          | Mariscal de Campo, Chambelán de la Guardia Imperial.                                                                    |
| 1b    | Ayudantes del emperador, ayudantes del heredero, Presidentes de Tribunales, Ministerios y Censores                                      | Teniente General de la Unidad de Estandartes, General en Jefe Manchú, Comandante en Jefe Provincial del Ejército Chino. |
| 2a    | Asistentes adjuntos del heredero, vicepresidentes de tribunales, juntas, ministros de la Casa Imperial, virrey.                         | |
| 2b    | Cancilleres de la Casa Imperial y de la Academia Hanlin, Superintendente de Finanzas, Gobernadores Provinciales o Asistentes            | General de División, Coronel                                                                                            |
| 3a    | Vicepresidentes Adjuntos en el Censorado, Juez Provincial, Director de Tribunales y Actividades                                         | Brigadieres de Artillería y Mosquetería, Brigadier de Exploradores, Coronel de División de Bandera                      |
| 3b    | Director de Banquetes Imperiales, Director de caballerizas Imperiales, Controlador de Sal                                               | Comandante de la Brigada del Estandarte fuera de Pekín.                                                                 |
| 4a    | Director y Subdirectores de la Casa Imperial, Tribunales, Censorado, Relaciones Exteriores y Asistentes de Circuito                     | Teniente coronel de Artillería, capitán de Mosqueteros y Exploradores, comandante de la Policía en Pekín                |
| 4b    | Instructores en la Gran Secretaría & Instituto Hanlin, Prefectos                                                                        | Capitán, Asistente Mayor Domo en los Palacios Principescos                                                              |
| 5a    | Supervisores Adjuntos de Instrucción en Institutos Hanlin, Subprefectos                                                                 | Capitán, Teniente o Teniente Primero de Policía                                                                         |
| 5b    | Ayudantes de Instrucción y Bibliotecarios en Institutos Imperiales y Hanlin, Subdirectores de Juntas y Tribunales, Censores de Circuito | Tenientes de la Guardia de la Puerta, Capitán Segundo                                                                   |
| 6a    | Secretarios y tutores en los Institutos Imperiales y Hanlin, Secretarios y Registradores en las Oficinas Imperiales                     | Magistrado de la Policía, Guardaespaldas, Tenientes de Artillería, Mosqueteros y Exploradores, Subtenientes             |
| 6b    | Secretarios adjuntos en las oficinas imperiales y secretarios de la ley, subprefectos provinciales, sacerdotes budistas y taoístas.     | |
| 7a    | Asistentes de la policía, secretarios de estudios, directores de estudios en Pekín, magistrados de condado, magistrados de distrito.    | |
| 7b    | Secretarios en Oficinas de Asistentes de Gobernador, Controladores de Sal y Estaciones de Transporte                                    | Asistentes de Mayordomo en Palacios de Nobles                                                                           |
| 8a    | Asistentes de Magistrados de Distrito, Secretarios de Prefectura, Director de Estudios de Distrito                                      | Alférez |
| 8b    | Subdirector de Estudios, Archivista en la Oficina del Controlador de la Sal                                                             | Sargento de Primera Clase                                                                                               |
| 9a    | Vigilantes de la cárcel, secretarios de distrito, archivistas de la prefectura                                                          | sargento de segunda clase.                                                                                              |
| 9b    | Recaudador de Impuestos de la Prefectura, Alcaide de Cárceles Adjunto, Comisario de Policía Adjunto, Examinador de Impuestos            | Sargento de Tercera Clase, Cabo, Soldados de Primera y Segunda Clase                                                    |

## Mandarines militares
Los militares chinos también seguían los rangos del mandarinato, pero sus características eran muy diferentes. En 1392 había 1.2 millones de soldados con unos 16.500 oficiales; a mediados del siglo XVII había unos 4 millones de soldados y unos 100.000 oficiales. La administración del personal militar y el control de las operaciones tácticas de los militares habían estado bajo el control del Ministerio de Guerra de la Administración Civil desde alrededor de 1400, pero por lo demás se organizaron de forma totalmente independiente. Dentro del sistema militar, tanto el estatus de oficial como el de soldado raso eran hereditarios. El sistema hereditario estaba supervisado por el Ministerio de Guerra, que debía asegurarse de que a cada heredero se le asignara el puesto adecuado que le permitiera ascender en consecuencia.
El ascenso al rango de oficial también era posible para los soldados rasos a través de una prueba especial en batalla. Sin embargo, por regla general, este ascenso sólo era posible para los soldados que pertenecían al séquito personal de un oficial. Todo oficial debía tener un séquito de este tipo. Sus miembros solían proceder de su propio círculo de parientes y constaba de al menos tres hombres. Los ascensos se producían por recomendación del mismo oficial. Del mismo modo, los oficiales de rangos inferiores podían ser propuestos para el ascenso por sus superiores.
Otra vía para el ascenso a oficial era la de los exámenes, que se organizaba de forma similar al proceso de selección de los mandarines civiles, pero que nunca adquirió la misma importancia que aquél. El procedimiento de exámenes militares no se introdujo en la práctica hasta 1464. Al principio, los exámenes tenían lugar a intervalos irregulares, antes de celebrarse también cada tres años a partir de 1504. Esencialmente, los examinados eran reclutados en los séquitos de los oficiales. Tenían derecho a formarse en las escuelas militares y a asistir a las escuelas confucianas mantenidas por las comisiones militares en todas las guarniciones importantes. Todos los soldados rasos también podían presentarse a estas escuelas, pero tenían que demostrar que cumplían los requisitos previos de lectura y escritura.
Los exámenes militares exigían conocimientos básicos de la tradición confuciana y el conocimiento de los textos más importantes sobre estrategia bélica, además de grandes habilidades en tiro con arco y equitación. En principio, estos exámenes también estaban abiertos a todo el mundo. En la práctica, sin embargo, sólo ofrecían oportunidades de ascenso a aquellos hombres que vivían en un entorno militar. Ocasionalmente, también participaban en los exámenes oficiales más jóvenes con derecho a herencia, que esperaban que un buen título les permitiera ascender más rápidamente. De los exámenes militares salían cincuenta licenciados cada tres años, por lo que nada fundamental cambió en la práctica del estatus de oficial hereditario. La compra del rango militar, que era teóricamente posible a partir del siglo XVI aproximadamente, en realidad sólo se produjo en unos pocos casos y tampoco cambió la práctica existente.
Los jóvenes que habían heredado la condición de oficiales tenían que demostrar su valía en la organización militar y en el combate para poder obtener el mismo rango que sus antepasados. El nombramiento provisional para un puesto se hacía a propuesta de un oficial superior. Si el candidato demostraba su valía, preferiblemente en combate, el nombramiento se hacía definitivo. Los nombramientos para los rangos más altos los hacía el emperador, normalmente por recomendación de los rangos de la nobleza y otros oficiales superiores.
A diferencia de los funcionarios civiles, los oficiales no tenían un mandato fijo en un puesto asignado. Era costumbre que cada tres años demostraran sus habilidades en el tiro con arco y la equitación. Cada cinco años, su superior evaluaba su rendimiento en el cargo y su condición física. En los rangos más altos tenían que evaluarse a sí mismos.
Si un oficial fallaba en sus deberes o no tenía éxito en las acciones militares, podía ser degradado y primero tenía que demostrar de nuevo sus habilidades en el desempeño exitoso de otra tarea.
Los rangos de oficiales se dividían en seis grados durante la dinastía Ming, y también en nueve grados con el comienzo de la dinastía Qing, cada uno dividido en un grado superior y un grado inferior o a y b; cada uno de estos grados comprendía a su vez entre dos y tres grados. Además de los grados, los oficiales podían recibir otros títulos honoríficos por servicios especiales, de los que había 30 en total. Como distinción adicional, la elevación al rango de nobleza podía ser realizada por el emperador, que en casos especiales también era hereditaria.

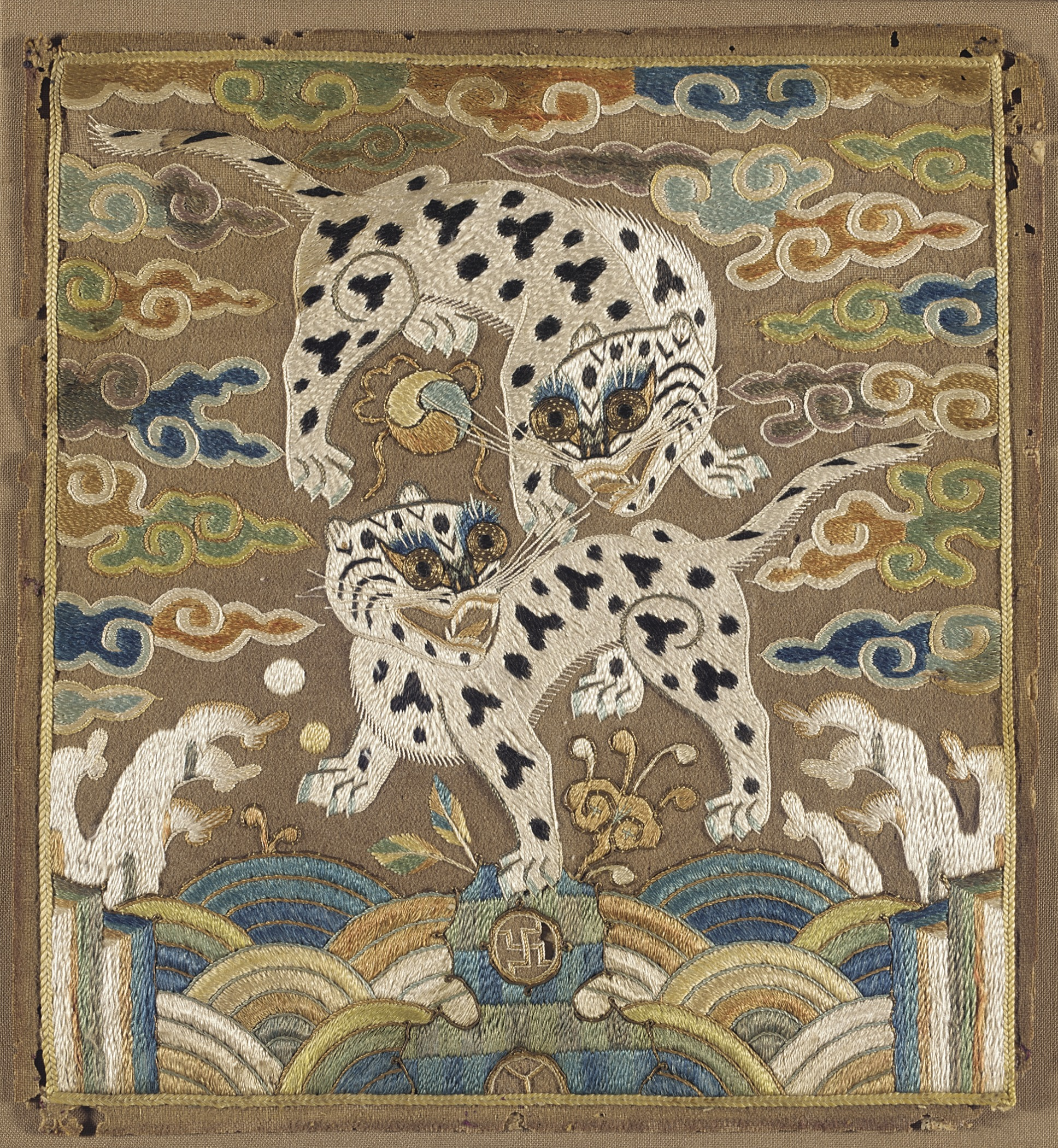
Cuadrado mandarín mostrando dos leopardos, correspondiente a un mandarín militar de segundo rango en la dinastía Ming.

Los rangos militares también se indicaban con animales heráldicos. El rango más alto durante la dinastía Ming era el de león (en chino tradicional, 獅; pinyin, shī) (1.er rango), seguido en orden descendente por tigre leopardo (en chino, 虎豹; pinyin, hǔbào) (2.º rango), el oso (en chino, 熊; pinyin, xióng) (3.er rango), tigre joven (en chino, 彪; pinyin, biāo) (4.º rango), el rinoceronte (en chino, 犀牛; pinyin, xīniú) (5.º rango), el caballito de mar, animal mítico que vive bajo el agua (en chino tradicional, 海馬; pinyin, hǎimǎ) (6.º Rang). La designación durante la dinastía Qing era: Qilin ¡(en chino, 麒麟; pinyin, qílín), león, leopardo (en chino, 豹; pinyin, bào), tigre (en chino, 虎; pinyin, hǔ), oso (en chino tradicional, 熊羆; pinyin, xióngpí), tigre joven, el rinoceronte para los rangos 7.º y 8.º, y el caballito de mar para denotar el rango 9.º.
A principios del periodo Ming, se permitía a los oficiales jubilarse a los 50 años; durante el resto de la dinastía, la edad normal para jubilarse eran los 60 años. Si un oficial moría en servicio y no tenía hijos o hermanos menores que heredaran su estatus, su viuda o un progenitor vivo recibía la paga completa durante tres años y luego la mitad de la paga indefinidamente. Si tenía hijos o hermanos menores demasiado jóvenes para servir, recibían media paga hasta la edad en que podían entrar en el servicio.
La paga de los oficiales era la misma que la de los funcionarios civiles: el rango más alto recibía 1044 dàn y el más bajo 96 dàn arroz al año. Al igual que en el caso de los funcionarios civiles, parte de las pagas se abonaban en sustancias distintas del arroz, que, sin embargo, tenían un valor real superior en comparación con aquéllas. Los oficiales de niveles jerárquicos comparables siempre tenían un rango un escalón superior al de los funcionarios civiles comparables - por ejemplo, un presidente de una de las comisiones militares tenía el rango 1 a, mientras que un ministro de la administración civil tenía el rango 2 a. Como los oficiales superiores eran todos nobles, los funcionarios civiles, independientemente de su rango, siempre tenían que darles preferencia en las reuniones conjuntas. Sin embargo, el prestigio social de los mandarines civiles solía ser superior, por cuanto se consideraba que los militares cometían acciones prohibidas (wu) por la doctrina confuciana.

## Privilegios y remuneración

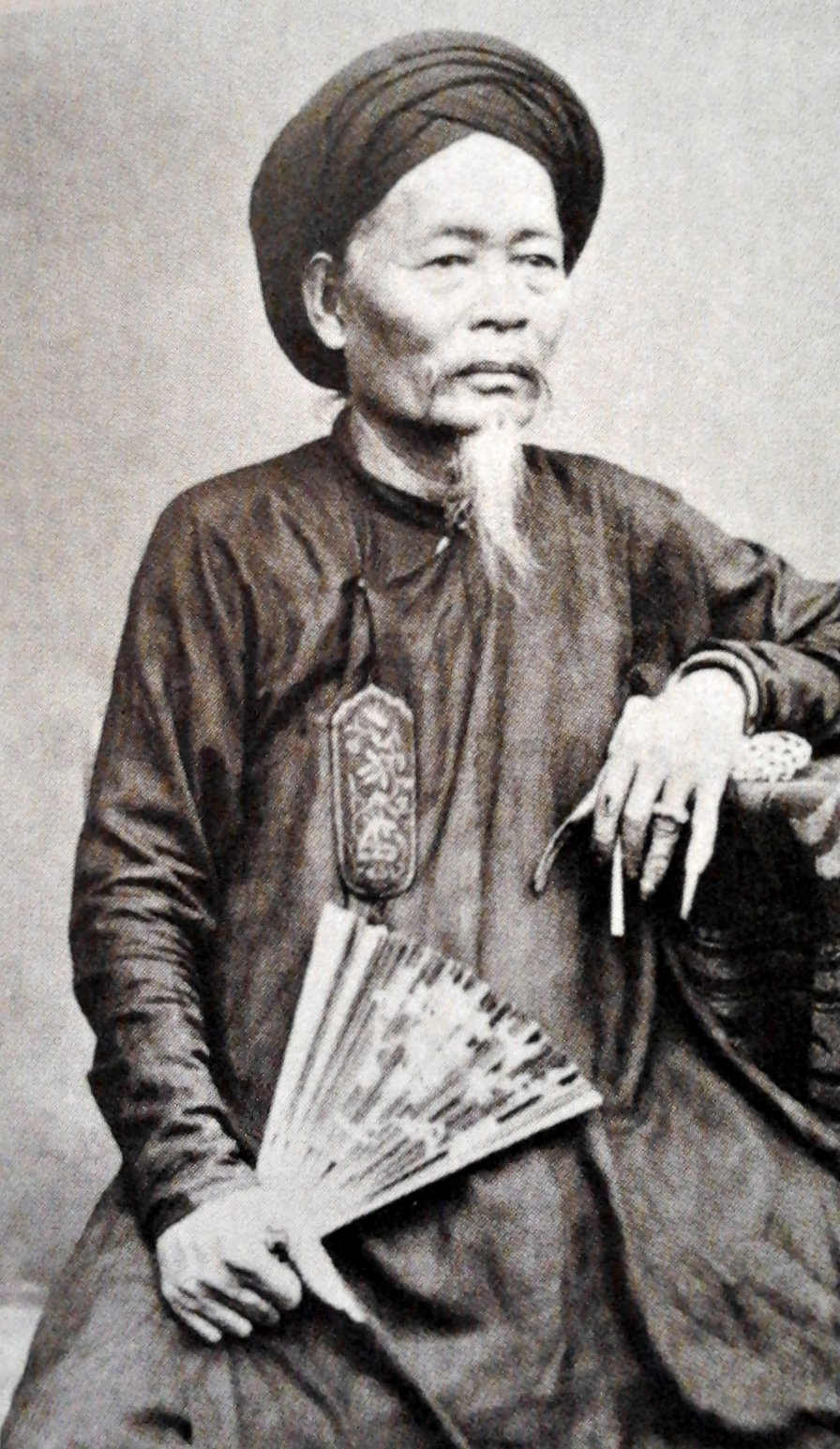
Mandarín de Saigón; fotografía de 1870

Al aprobar las pruebas de acceso a las academias provinciales y alcanzar con ello el estatus de "talento floreciente" (en chino, 秀才; pinyin, xiùcaí), los estudiantes ya gozaban de una serie de privilegios: se les permitía vestir la toga de erudito, recibían una exención parcial del pago de impuestos para ellos y sus familias, y también estaban parcialmente exentos de los deberes de corvea. Una vez aprobaban las oposiciones provinciales y se convertían en mandarines (guān) y dependían del Ministerio de Personal, tenían más privilegios, aunque aún no hubieran recibido un nombramiento oficial para un puesto. Los mandarines y sus familiares directos (ascendientes y descendientes) estaban totalmente exentos de impuestos y obligaciones de corvea. Dejaban entonces de estar sometidos a las leyes suntuarias habituales: no estaban sujetos a restricciones en cuanto al tamaño de sus casas, ni como a su mobiliario, y se les permitía montar a caballo y utilizar palanquines, lo que estaba prohibido para la gente común. Algunos privilegios dependían de la edad. Por ejemplo, en reconocimiento a su edad, el emperador podía conceder a los mandarines de rangos 1 a 3 de edad superior a los 50 años el privilegio de usar una silla de manos o cabalgar por la Ciudad Prohibida.
Los titulares de los grados 1.º a 3.º tenían inmunidad legal: ni siquiera se podían iniciar investigaciones contra ellos. Pero su inmunidad no los eximía de las investigaciones de los Censores imperiales, que conducían investigaciones secretas e inspecciones sorpresa con cierta frecuencia, e informar al emperador. Los procedimientos judiciales contra los mandarines de alto rango sólo podían tener lugar por orden expresa del Emperador. Los procedimientos contra los titulares de los grados 4.º y 5.º requerían el permiso expreso del Emperador. Si afectaban a titulares de cargos inferiores al 5.º grado, las sentencias correspondientes debían ser confirmadas por el emperador antes de ser ejecutadas.
Los títulos honoríficos (en chino, 散官; pinyin, sǎnguān) y los títulos al mérito (pinyin, kǎo) podían conferirse a funcionarios por servicios especiales, que entonces también se aplicaban a sus padres y abuelos. Se concedían en relación con las evaluaciones trienales. En total había 42 títulos honoríficos de este tipo, que se correspondían con las gradaciones de rango. Un tratamiento habitual de los mandarines de bajo rango era el término laoye (老爷), algo así como 'reverencia' o 'excelencia', pronunciado en dialecto de Fujian como lau-tia; este término dio lugar al apelativo portugués loutea, término con el que se referían a los mandarines durante el siglo XVI y XVII.
La remuneración de los mandarines la pagaba el estado, y se escalonaba según el rango. Originalmente, los salarios se fijaba como un pago en especie en arroz. Así, los salarios variaban entre los de un "gran secretario" de rango 1 a, que tenía derecho a 1044 dàn (en chino tradicional, 擔) anuales, y los de un maestro de escuela de rango 9 b, que cobraba 60 dàn de arroz al año (1 dàn equivalía a unos 70 kg de arroz). Sólo durante un breve periodo de tiempo se pagó realmente la paga en arroz; incluso antes de finales del siglo XIV, se produjo una conversión parcial del valor del arroz en otros pagos en especie, como seda, papel y plata, así como (sólo durante la dinastía Song) papel moneda. La tasa de conversión de la paga en arroz se produjo así en perjuicio de los funcionarios. El papel moneda, en particular, perdió cada vez más valor debido a la inflación. Según cifras del siglo XIX, un "gran secretario" de primer rango recibía 189 taeles (en chino tradicional, 兩) y 90 dàn de arroz al año, y un "oficial de tierras" de 7.º rango 45 taeles y 22,5 dàn de arroz. Además, se pagaban primas por incorruptibilidad, que oscilaban entre los 600 taeles para los rangos inferiores y los 20.000 para los superiores.
Cuando fallecía el padre o la madre de un mandarín, éste incurría en un tabú confuciano, y debía renunciar al servicio durante tres años para poder ejercer los ritos fúnebres adecuados conforme con la doctrina confuciana. Durante este tiempo, el mandarín no recibía paga alguna. En casos excepcionales, como favor especial del emperador, durante este periodo de luto se les concedía media paga. Los mandarines más estimados podían ser liberados anticipadamente del periodo de luto y permitírseles volver al servicio.
En caso de enfermedad, los funcionarios podían disfrutar de una excedencia con sueldo continuado de hasta tres meses con el permiso del Ministerio de Personal. La edad normal para dejar el cargo era de 70 años, salvo los cargos provinciales, que solían jubilarse a los 65, y los rangos más altos (1 y 2), que solían continuar en el cargo hasta fallecer. Si había deterioro físico o mental, la jubilación era posible a partir de los 50 años. En cualquier caso, si el antiguo titular se veía amenazado por la pobreza tras la jubilación, recibía una pensión de cuatro dàn de arroz al año y se le proporcionaban criados.
Tras su muerte, los mandarines particularmente meritorios de los rangos más altos podían recibir un nombre póstumo del Ministerio de Ritos, lo que les equiparaba en rango a un duque, pero esto no conllevaba ningún derecho para los herederos. La medida más extraordinaria de favor imperial consistía en que dicho nombre póstumo fuera seleccionado por el propio emperador e inscrito en el Templo Ancestral Imperial; durante la dinastía Qing, tan sólo hubo un mandarín de etnia Han que recibió ese honor, Zhang Tingyu, aunque algunos mandarines como el jesuita Giuseppe Castiglione si recibieron nombres póstumos directamente del emperador. El ennoblecimiento de los mandarines o de sus familias era un raro favor, habitualmente reservado para servicios extraordinarios o gestas militares, generalmente empleado como forma de retirar honorablemente del servicio activo a generales o príncipes imperiales que podrían de otro modo convertirse en una amenaza política. La nobleza china confería privilegios sociales como exenciones de las leyes suntuarias o el acceso preferente a las universidades, pero no conllevaba poder político ni la exención de exámenes, y las leyes hereditarias rebajan en un rango el título nobiliario de cada generación subsiguiente, con lo que para mantener su estatus social los nobles también tenían que preparar los exámenes imperiales para acceder a un cargo.

## Matrimonios y familia

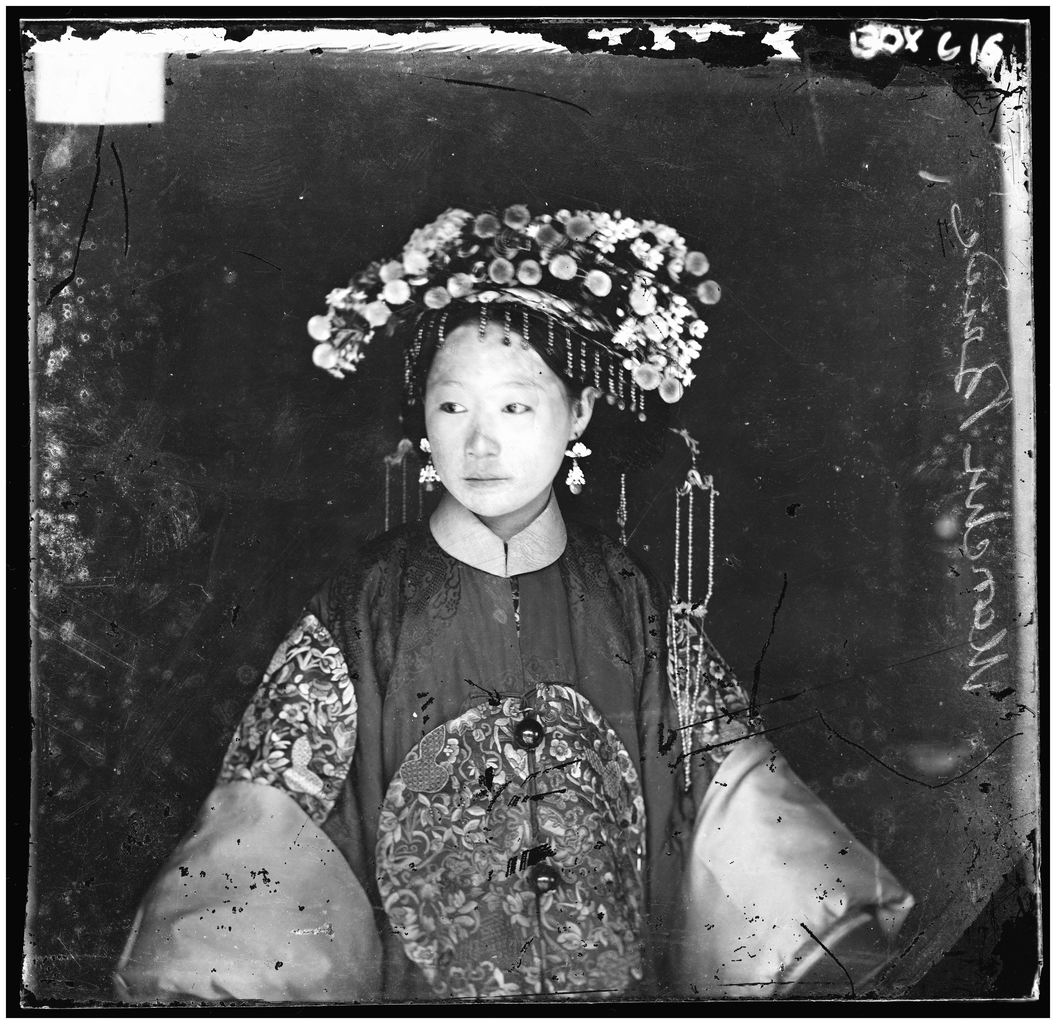
Manchurian novia de un mandarín, foto de 1871

La vida familiar de un mandarín era estrictamente androcrática, conforme con la doctrina confuciana más estricta. Un mandarín tenía permitido tener varias esposas: además de la esposa principal, a menudo tenían concubinas y consortes (concubinas casadas formalmente). En general, las esposas de los mandarines vivían más o menos retiradas de la vida pública. Se esperaba de ellas que engendraran el mayor número posible de hijos para sus maridos o jefes de familia, con el fin de mantener con honor la dinastía familiar. Los mandarines que sólo daban a luz hijas se ganaban la compasión pública y eran tratados como si aún no tuvieran hijos. Sin embargo, las esposas, concubinas y consortes que daban repetidamente sólo hijas eran vilipendiadas por sus suegras y ridiculizadas por toda la familia.
Las esposas de los mandarines solían vivir juntas en pabellones y cámaras especialmente amuebladas, donde llevaban a cabo sus tareas diarias. Estas incluían la crianza y educación de los niños hasta la edad escolar, el cuidado de la suegra (la madre del cabeza de familia era nominalmente la mujer de mayor rango en la familia), así como la completa gestión doméstica de la casa del mandarín. A las mujeres adineradas les gustaban las decoraciones ornamentales en las paredes, podían pasear libremente y sin ser molestadas por los costosos jardines de la corte y jugaban a las cartas y a los juegos de mesa en salones apartados. Destacan los bordados de todo tipo, ya sean fundas de almohada, sábanas o manteles. A menudo los confeccionaban las propias mujeres. Debido a la habilidad para el bordado y la costura de mujeres especialmente talentosas, los mandarines ricos hacían confeccionar su vestuario festivo a sus propias concubinas y consortes. Para ellas, era una buena oportunidad de demostrar su valía a su marido o señor y ganarse su favor. Y con emperadores chinos como Kangxi, Yongzheng y Qianlong promoviendo generosamente el arte en general, las artes del bordado chino alcanzaron su apogeo a principios de la dinastía Qing y pronto se estableció una verdadera industria del bordado.
A las mujeres sólo se las veía en público cuando iban de compras o en ocasiones ceremoniales. Para las primeras, vestían principalmente túnicas sencillas, en las ocasiones festivas lucían magníficas túnicas de dragón (màng aò), acompañadas de una estola ricamente decorada (xia pei) y una pequeña corona o diadema. 
No existía un código de vestimenta específico, pero muy pocos documentos conservados muestran que los trajes Ming se llevaran con gran preferencia. Las mujeres del período Qing vestían igual que los hombres, aunque llevaran distintivos tocados y accesorios. Sin embargo, en las ocasiones ceremoniales públicas, el material y el color de las túnicas femeninas desempeñaban un papel importante: la esposa principal y la suegra vestían túnicas rojas y doradas, las de las consortes o esposas secundarias eran azules, y las de las concubinas verdes. Se llevaba un cinturón rígido alrededor de la cintura, sujeto por trabillas ocultas en la chaqueta. El propio cinturón estaba envuelto en seda roja y decorado con emblemas similares a los del mandarín, de modo que se podía ver el rango del marido. Las mujeres adineradas, especialmente las funcionarias de la corte, se permitían abanicos coloridos y enjoyados y muchas joyas, que siempre se llevaban a juego con el color de la túnica.
El sexo de los vástagos determinaba la trayectoria educativa y profesional de la infancia y la adolescencia. Mientras que los niños pronto iban a una escuela pública o privada, seguían los pasos de sus padres y se dedicaban a la carrera funcionarial, las niñas continuaban su educación privada y se casaban a una edad temprana con otra familia mandarina.

## Formación, selección y evaluación de los funcionarios de la administración civil
Artículo principal: Sistema de exámenes imperiales

### Educación preescolar
Durante la dinastía Ming, surgió en China un sistema escolar ramificado. Había escuelas militares y médicas, así como escuelas comunitarias para la educación elemental en las aldeas y los barrios de la ciudad. Inicialmente, el más importante de ellos fue el sistema de escuelas confucianas totalmente financiadas por el Estado, que existían en todas las regiones, provincias y prefecturas, y cuyo propósito era preparar a los jóvenes para convertirse en mandarines. El sistema escolar estatal había sido establecido por los Tang y promovido abiertamente por los Song como una forma de garantizar un suministro constante de candidatos para los exámenes imperiales, pero en su versión moderna fue establecido por Hóngwǔ en su segundo año de reinado. El número de profesores y estudiantes subvencionados por el Estado estaba predeterminado. Antes del final del reinado de Hóngwǔ, el sistema escolar confuciano contaba con un total de 4200 profesores. Había 40 "alumnos gubernamentales" por cada cinco profesores en las escuelas prefecturales (60 en las prefecturas más importantes), cuatro profesores por cada 30 alumnos en las escuelas subprefecturales y tres profesores por cada 20 alumnos en las escuelas de condado. El número de alumnos aumentaba continuamente, y no todos los alumnos recibían una beca estatal; a principios del siglo XVII, las grandes escuelas tenían hasta 2000 alumnos, e incluso las más pequeñas contaban con entre 700 y 800 alumnos matriculados. A finales del periodo Ming, también habían surgido numerosas escuelas de clan, linaje y templo, que competían con las escuelas estatales y en las que la educación era de pago.
El sistema de escuelas públicas no estaba diseñado para la educación de masas, sino más bien para reclutar a una élite política. El acceso a las escuelas públicas (que a su vez daba acceso a las universidades) sólo tenía lugar si los estudiantes aprobaban el examen de rango más bajo, el tóngshì. Este examen concedía el grado de shengyuan (algo así como "estudiante candidato"), y el acceso a las escuelas prefecturales y subprefecturales gestionadas por el Estado. Para poder aprobar el tóngshì, era necesario contar con una educación clásica previa, que el estudiante debía haberse conseguido por medios privados.  El sistema escolar se limitaba a los jóvenes que habían aprendido la escritura de caracteres clásicos y dominaban el chino clásico. Independientemente de con qué lengua y dialecto chino hubieran crecido, los estudiantes tenían que aprender un dialecto especial de alto nivel, el chino mandarín (en chino tradicional, 官話; pinyin, guānhuà). Este dialecto se basaba en los textos clásicos de la antigüedad china, contenía formas lingüísticas abreviadas, así como miles de caracteres no utilizados salvo en textos literarios. Tenía asimismo numerosas formas gramaticales arcaicas y entonaciones particulares que lo distinguían de los demás dialectos chinas. Por tanto, equivalía a una lengua extranjera para los aspirantes a funcionarios. Hasta el día de hoy, este dialecto artificial del chino empleado por los mandarines imperiales se denomina "chino mandarín" en las lenguas europeas; durante los siglo XIX y XX, el chino mandarín pasó de ser el dialecto cortesano al dialecto de Pekín, y de ahí a estandarizarse como el dialecto estándar del idioma chino, en detrimento de muchos dialectos locales. Las escuelas preparaban para los posteriores exámenes de la función pública no enseñaban a leer y escribir.
A fin de preparar el tóngshì, el aprendizaje de los textos clásicos comenzaba tradicionalmente a la edad de tres años (según la cuenta occidental). A los ocho años, cuando los niños ingresaban en una de las escuelas, ya habían aprendido los Clásicos de los mil caracteres (en chino, 千字文; pinyin, qiānzìwén), los "Cien Nombres de Familia" (en chino, 百家姓; pinyin, bǎijiāxìng) y el "Clásico de los tres caracteres" (en chino tradicional, 三字經; pinyin, sānzìjīng), lo que hace un total de unos 1500 caracteres diferentes en estos tres textos. Paralelamente, se impartía formación en caligrafía, con la que se pretendía profundizar en el aprendizaje de los caracteres.

### Educación escolar

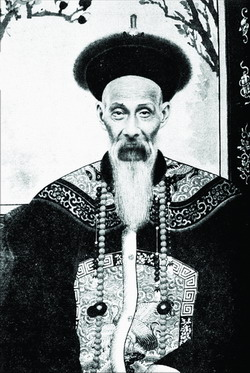
Foto en blanco y negro de Xu Yingkui (許應騤, 1830-1903), alto mandarín de la Período Qing en 1890

Una vez aprobado el tóngshì, los estudiantes accedían a una de las escuelas y academias oficiales de su prefectura. La educación escolar se basaba en la memorización de los "Cuatro Libros" (en chino tradicional, 四書; pinyin, sì shū), la lectura de los "Cinco Clásicos" (en chino tradicional, 五經; pinyin, wǔjīng), junto con una selección de textos neo-confucianos. Continuaban con los escritos del neoconfucianismo, principalmente comentarios como los de Zhu Xi o Wang Yangming. El requisito mínimo de la educación clásica era el conocimiento de 2.000 caracteres. A los estudiantes se les exigía regularmente conocer más de 10.000 caracteres; en total, existían alrededor de 48.000 caracteres en los diccionarios.
Los alumnos eran examinados regularmente no sólo por sus maestros, sino también por funcionarios locales e incluso inspectores designados por los censores imperiales (en chino, 御史台; pinyin, yùshǐtái, más tarde en chino, 都察院; pinyin, dūcháyuàn), y después de 1436 por funcionarios de educación designados por las provincias, cuya única tarea era garantizar la calidad de cada escuela individual. El tiempo de permanencia de los alumnos en las escuelas no se ha transmitido con claridad, pero un periodo de diez años no parece haber sido inusual.

### Educación superior
Las escuelas confucianas podían enviar estudiantes a las universidades de Pekín y de Nankín según cuotas predeterminadas diseñadas para evitar que las provincias más ricas o populosas dominaran la educación superior y, en consecuencia, el mandarinato. Cada escuela prefectural podía enviar dos alumnos por año, cada escuela subprefectural tres cada dos años, y las escuelas de condado una por año. Estos estudiantes eran los llamados "estudiantes tributo". Antes de ser admitidos en la universidad, debían superar el fǔshì, un examen de ingreso. En caso de suspenderlos, los directores de la escuela de origen eran sancionados. Además, los comisarios de educación con sede en las provincias tenían derecho a proponer a estudiantes especialmente dotados para estudiar en las universidades. En total, cada año había cerca de 1.800 candidatos para estudiar sólo en las escuelas confucianas. Además de los "estudiantes tributo", había otros grupos admitidos para estudiar, los "estudiantes oficiales", predominantemente hijos de la nobleza y funcionarios. Hasta 1467, todos los funcionarios de rango 1.º a 7.º podían proponer como "protegido" a un hijo o nieto que fuera admitido directamente para ejercer como funcionario o matricularse en una universidad. Después de 1467, este privilegio quedó restringido a los nobles y a los funcionarios de rango 1.º a 3.º. Sin embargo, incluso estos herederos tenían que pasar los exámenes de admisión y sólo podían matricularse en universidades, ya no eran admitidos directamente en la función pública.
Otros estudiantes oficiales eran los llamados estudiantes de gratitud: hijos de héroes muertos en batalla o príncipes menores de Corea, las tribus del Asia Interior, las Islas Ryūkyū y otros reinos del Sudeste Asiático. A partir de 1450, también se vendieron plazas universitarias. Al principio, su número se limitaba a 1000 por año, pero en el siglo XVI se vendieron decenas de miles de estas plazas, ya que el Estado se enfrentaba a crecientes dificultades financieras. Sin embargo, pocos de los que cumplían los requisitos se matriculaban en las universidades, y la mayoría se conformaba con un puesto subordinado en la administración.
Tras matricularse en la universidad, los estudiantes dedicaban entre tres y diez años a sus estudios. El plan de estudios incluía el estudio en profundidad de los Cuatro Libros, los Cinco Clásicos, los escritos neoconfucianos e historia china. La asistencia constante era obligatoria y los exámenes continuos estaban a la orden del día. Tras completar el plan de estudios y superar con éxito el examen final, los graduados recibían el título de jinshi y eran trasladados al Ministerio de Personal para ser considerados para su admisión oficial en un cargo.
Hasta el siglo XVI, graduarse en una de las universidades tenía gran importancia para adquirir la condición de funcionario. A principios del siglo XVI, entre 5.000 y 10.000 estudiantes se matriculaban anualmente en la Universidad de Pekín. En el período comprendido entre 1412 y 1574, alrededor del 52 por ciento de los candidatos que aprobaron el examen de selección en la capital habían sido previamente estudiantes de las universidades nacionales. Después de 1600, el número de estudiantes disminuyó constantemente; en la época de Wanli (1563-1620), sólo había 600 estudiantes en Nankín. El nivel de la enseñanza universitaria disminuyó cada vez más, y el título universitario para prepararse para una carrera de funcionario se volvió poco atractivo; la mayor parte de los opositores preferían preparar los exámenes imperiales directamente que por medio de una educación universitaria.

### Sistema de exámenes

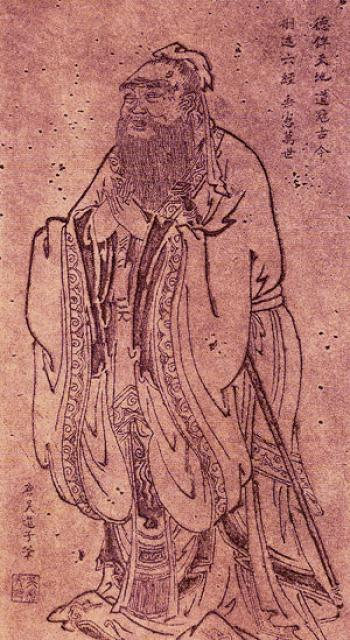
Los escritos de Confucio eran centrales en todos los Exámenes.

Los planes de estudio de las escuelas públicas y universidades estaban coordinados con los contenidos de los exámenes estatales. Incluso los estudiantes que estaban directamente cualificados para la carrera funcionarial tras aprobar los exámenes universitarios veían a menudo como una ventaja para sus carreras participar en los exámenes de selección estatales. Incluso aquellos que procedían de familias nobles y tenían derechos hereditarios a un título tenían pocas perspectivas de éxito en la carrera funcionarial si no se presentaban a los exámenes.
Los exámenes imperiales estaban teóricamente abiertos a casi todos los chinos varones a partir de la dinastía Ming. Los mercaderes y artesanos, que durante los Tang y gran parte de los Song habían tenido prohibido el acceso, habían sido readmitidos en los exámenes. Quedaban excluidas de los exámenes las mujeres, aunque no existía ninguna ley oficial al respecto; en los cuentos y romances, era habitual que las mujeres disfrazadas de hombres participaran en los exámenes estatales. Oficialmente quedaban excluidos los mendigos y vagabundos, los artistas y los siervos. De facto, sin embargo, el 90 por ciento de la población quedaba excluida de los exámenes desde el principio. Los artesanos y otras clases bajas no tenían, por lo general, acceso a la educación previa y a las oportunidades educativas necesarias para triunfar en el discursos erudito, político y moral. Los graduados exitosos de los exámenes procedían, en la mayoría de los casos, de familias mandarinas con una larga tradición educativa. No fue hasta el transcurso de la dinastía Qing que los comerciantes más ricos también invirtieron en una educación clásica para sus hijos, viendo en ella un camino hacia una mayor prosperidad y una posición social más elevada.
El requisito de acceso para la primera fase de los exámenes era la graduación satisfactoria en una de las escuelas estatales, Confuciano o la obtención de una cualificación comparable por parte de profesores privados o mediante formación en una escuela pública. En ambos casos, los inspectores de las escuelas públicas o los funcionarios de educación provinciales debían certificar que se poseían los conocimientos adecuados. En los condados, subprefecturas y prefecturas, se celebraban pruebas de admisión de un día de duración (en chino, 通史; pinyin, tōngshǐ) a intervalos de dos años con este fin. Cada uno de los candidatos debía preparar un ensayo sobre un pasaje seleccionado de los "Cuatro Libros" y los "Cinco Clásicos". Además, se debían tratar cuestiones políticas y, después de 1756, una cuestión del campo de la poesía. Los resultados de los exámenes de ingreso realizados localmente debían ser enviados a los comisarios de educación y controlados por ellos. Los candidatos locales que eran aprobados por los comisarios de educación recibían el nombre de "talentos florecientes" (en chino, 秀才; pinyin, xiùcaí). Esta condición debía confirmarse cada dos años mediante un nuevo examen (en chino tradicional, 歲考; pinyin, suìkǎo) y podía revocarse si no se mantenía la condición de becario o si el candidato se comportaba de forma inmoral.

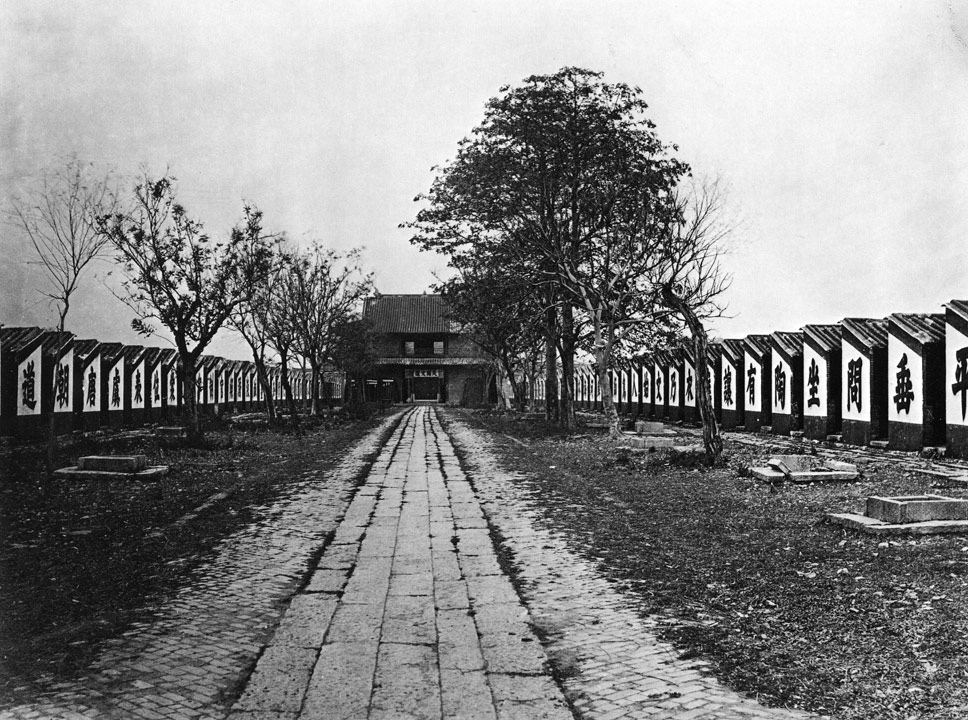
Celdas de examen (unas 7500) en Guangdong, c. 1873

Sin embargo, la condición de talento floreciente no conllevaba el derecho a participar en la siguiente fase del examen de selección (en chino tradicional, 鄉試; pinyin, xiāngshì). El funcionario de educación seleccionaba a los más cualificados de entre los estudiantes y los nombraba candidatos para la primera fase de los exámenes. Estos tenían lugar cada tres años en las capitales de provincia, para los candidatos de las regiones urbanas de Pekín o Nankín. Alrededor de 4.000 candidatos participaron en cada uno de estos exámenes en todas las provincias. El "Gran Concurso" (en chino tradicional, 會試; pinyin, huìshì) se celebraba en el octavo mes lunar y se prolongaba durante todo el mes, incluyendo celebraciones para los aprobados. La edad de los examinados solía oscilar entre los 17 y los 37 años, pero podía ser superior en casos puntuales.
Los exámenes propiamente dichos estaban dirigidos y supervisados por funcionarios acreditados que habían sido enviados por el Ministerio de Ritos especialmente para este fin. En una semana se celebraron tres jornadas completas de exámenes. El examen tuvo lugar en un edificio cerrado, donde los candidatos tuvieron que escribir sus trabajos por separado en una celda. Los soldados supervisaban que no se utilizara literatura oculta y que los examinandos no entraran en contacto entre sí. En 1757, el primer día, los candidatos tenían que interpretar pasajes de los "Cuatro Libros" y de un volumen seleccionado de los "Cinco Clásicos". El segundo día, debían escribir tres ensayos sobre historia, moral y sistema jurídico. El tercer día constaba de cinco ensayos sobre asuntos gubernamentales de actualidad y su tratamiento estratégico. Entre 1757 y 1787, había que escribir un poema clásico adicional y responder a una pregunta del campo de la poesía. La primera prueba se volvió a suprimir después de 1787. A partir de 1792, los requisitos del examen se hicieron más estrictos: en lugar de responder a una pregunta de un volumen seleccionado de los "Cinco Clásicos", había que completar las preguntas de los cinco. Después de cada sección del examen, se transcribían las hojas de los examinandos y se les asignaba un código para que los examinadores no pudieran dejarse influenciar por la letra o el nombre del candidato. Después de cada examen, se eliminaba a los más candidatos más débiles y se les enviaba a casa. Así hasta que quedaba el doble de examinandos de los que podían aprobar. Las cuotas para cada provincia se fijaban de forma centralizada.
Los nombres de los candidatos aprobados (en chino tradicional, 學員; pinyin, xuéyuán) en la provincia se publicaban por orden de resultados y los graduados recibían honores públicos. Al graduarse, podían optar a un puesto de bajo rango en la administración provincial. Alternativamente, podían enfrentarse a la siguiente fase del examen: el examen de la capital.
El "Gran Concurso" se celebraba cada tres años en la capital, Pekín, en el segundo mes del año siguiente a los exámenes provinciales. Podían participar todos los candidatos provinciales aprobados el año anterior, así como los graduados de las universidades estatales que deseaban mejorar su reputación superando con éxito este examen antes de embarcarse en la carrera de funcionario. También se convocaba a participar a todos los candidatos anteriores de ciclos de exámenes anteriores que aún no habían superado el examen en la capital y que aún no habían aceptado un puesto administrativo en una provincia o prefectura. Para estos últimos, a finales del siglo XVI se introdujo un examen previo para excluir de los exámenes posteriores a aquellos candidatos cuyos conocimientos se habían perdido con el paso de los años. El examen de la capital se realizaba bajo la responsabilidad del Ministerio de Ritos. Los examinadores eran seleccionados entre funcionarios probados y experimentados del gobierno central. En promedio, entre 1000 y 2000 examinados aceptaban el reto. No hay estadísticas sobre la edad a la que se obtenía el título capital, pero los registros biográficos de los funcionarios de la era Ming muestran que debían tener entre 20 y 30 años.

Opositores esperando a que se anuncien los resultados de sus pruebas. Pintura de Qiu Ying (仇英; c. 1540)

Siguiendo el modelo de los exámenes provinciales, los examinandos debían someterse a secciones de examen de una jornada completa en cada uno de los tres días. La tarea del primer día de examen consistía en interpretar tres pasajes de los "Cuatro Libros" y cuatro pasajes de los "Cinco Clásicos". El segundo día había que redactar siete documentos estatales sobre temas o problemas determinados en formatos estilísticos dados. El tercer día debían escribirse al menos tres, y preferiblemente cinco, ensayos sobre asuntos gubernamentales de actualidad con ejemplos apropiados de los principios clásicos y con referencia a ejemplos históricos. En todos los ensayos, se esperaba que el examinado demostrara su profundo conocimiento de los textos clásicos e históricos y su acuerdo con su interpretación ortodoxa. Con la excepción de los años comprendidos entre 1757 y 1787, no se ponían a prueba habilidades de escritura o poéticas, sino la composición formalmente correcta en el patrón retórico del "ensayo en ocho partes" (en chino, 八股文章; pinyin, bāgǔwénzhang).
Los que aprobaban el examen habían alcanzado la categoría de estudioso (jìnshì) y eran convocados al palacio del emperador el primer día del tercer mes del mismo año para participar en lo que se denominaba el examen de palacio (en chino tradicional, 殿試; pinyin, diànshì). El examen de palacio consistía en escribir un único ensayo sobre un problema político de actualidad y responder a algunas preguntas planteadas por el emperador o sus consejeros. El objetivo principal de este examen final era clasificar a los examinados en un orden final, del que dependía qué cargo se les asignaría en primer lugar. Todos los graduados del examen de palacio eran honrados públicamente y sus nombres se anunciaban públicamente. Se concedía un honor especial al mejor del examen de la corte imperial, el "óptimo" (en chino tradicional, 狀元; pinyin, zhuàngyuán).
Los graduados que habían ocupado uno de los tres primeros puestos tras completar los exámenes de palacio solían ser remitidos a la Academia Hanlin como becarios menores (mandarines de rango 6a y 7a), en última instancia para ser formados para el servicio en la "Gran Secretaría" (en chino tradicional, 內閣; pinyin, nèigé) o para un puesto ministerial en el Ministerio de Ritos. (en chino tradicional, 禮部; pinyin, lǐbù) o en el Ministerio de Personal(en chino, 吏部; pinyin, lìbù).
A todos los demás graduados de la capital se les prometían puestos en alguna de las numerosas instituciones de la administración civil central. En la mayoría de los casos, la promesa podía cumplirse, ya que el ciclo de exámenes de tres años siempre iba asociado a la jubilación de los funcionarios de más edad. Los que no aprobaban el examen podían buscar puestos en las provincias. En la mayoría de los casos, se les animaba a continuar sus estudios en una de las universidades estatales y a presentarse de nuevo al examen de la capital dentro de tres años.

### Evaluaciones regulares

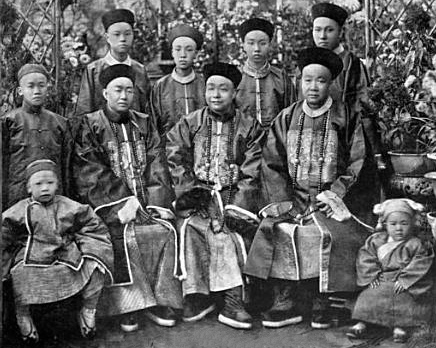
Mandarines de la provincia de Guangdong; foto de 1902

Después de que los graduados con éxito del examen de la capital entraran en servicio, dependían del Ministerio de Personal. Su primer cargo  solía ser un nombramiento en periodo de pruebas de un año. Si el nuevo funcionario era considerado apto por sus superiores, recibía un nombramiento permanente por otros tres años. Este nombramiento solía repetirse dos veces, de modo que el primer puesto asignado permanecía ocupado durante un total de diez años. Después, volvía a ponerse a disposición del Ministerio de Personal. En el transcurso de los diez años se le abría un extenso expediente, cuyo contenido determinaba su futuro. Cada mandarín con cargo permanente en cada nivel de la administración era evaluado anualmente por su superior y cada tres años se evaluaba si su aptitud era superior a la media, media, o inferior a la media. Las evaluaciones trienales se remitían al Ministerio de Personal, que podía considerar la promoción anticipada si la evaluación era superior a la media y la degradación si era inferior a la media. Al cabo de nueve años, se realizaba una evaluación global: se requerían al menos dos evaluaciones superiores a la media y una media para la promoción. Si dos estaban en la media y la tercera por debajo de la media, se producía la degradación. La degradación de hasta tres rangos era posible.
Además, había otro ciclo de supervisión, también trienal, llamado "Gran Proyecto de Ley" (en chino tradicional, 大計; pinyin, dàjí). Los jefes de cada oficina y agencia estatal fuera de la capital debían enviar informes mensuales sobre sus subordinados a sus respectivos superiores. Estos últimos tenían que preparar un resumen anual de los informes mensuales de cada empleado de su área de responsabilidad. Los criterios evaluados eran avaricia, inhumanidad, imprudencia, incorrección, senilidad, enfermedad, cansancio e inacción. Basándose en estos datos y en otros específicos, los funcionarios provinciales preparaban informes cada tres años para el Ministerio de Personal y la Junta Central de Censores.
Se conservan, por ejemplo, los resultados de una de estas evaluaciones en 1385. De 4.117 funcionarios provinciales examinados, el diez por ciento fueron ascendidos por evaluación superior a la media, el diez por ciento fueron degradados y otro diez por ciento fueron despedidos del servicio por mala conducta e incompetencia y entregados a la Justicia. Entre 1424 y 1434, 261 funcionarios fueron degradados tras ser denunciados ante los censores, y entre 1620 y 1627, 691 funcionarios sufrieron este destino.
En la capital, estas evaluaciones se realizaban inicialmente de forma irregular. A partir de 1500, se celebraban cada seis años. Todos los oficiales por debajo del 4.º grado eran evaluados por sus superiores. Todos los grados superiores debían evaluarse a sí mismos según los mismos criterios. Todos los informes iban también al Ministerio de Personal y a la Junta de Censura, donde se revisaban cuidadosamente y se presentaban directamente al Emperador para su evaluación final.
Independientemente de las evaluaciones regulares, los funcionarios podían ser evaluados en cualquier momento por funcionarios de la Junta de Censura. Los informes de estas inspecciones irregulares se colaban en los registros en los que se basaban las evaluaciones regulares. Los censores estaban obligados a realizar entrevistas de forma estricta. Cualquiera que tuviera quejas que formular sobre un funcionario podía dirigirse a ellos. Todos los censores podían apelar directamente al emperador por mala conducta de cualquier funcionario, independientemente de su rango. En casos de mala conducta, los censores también tenían derecho a medidas punitivas.

## Mandarines famosos
Como eruditos, muchos mandarines alcanzaron particular fama. Entre ellos se encuentran: 
- Dong Qichang (* 1555; † 1636); famoso pero controvertido pintor, erudito y calígrafo.

- Hai Rui (* 1514; † 1587); criticó al emperador Jiajing y fue torturado y encarcelado por ello.
- Hong Jun (* 1839; † 1893); fue nombrado enviado a Rusia, Alemania, Austria-Hungría y los Países Bajos.
- Ignaz Kögler (* 1680; † 1746); mandarín alemán. Originalmente destinado en China como misionero, más tarde muy admirado astrónomo y confidente del emperador Qianlong.
- Giuseppe Castiglione (*1688;  † 1766); mandarín italiano. Originalmente destinado en China como misionero jesuita, más tarde fue pintor y consejero de Qianlong, quien dedicó en su nombre una estela funeraria.[111]
- Johann Adam Schall von Bell (* 1592; † 1666), mandarín alemán. Originalmente destinado en China como misionero, más tarde muy admirado astrónomo y confidente del emperador Shunzhi.
- Li Zhi (* 1527; † 1602); filósofo, autor, crítico literario. Publicó opiniones críticas sobre el ser humano.
- Lin Zexu (* 1785; † 1850); fue admirado por su sinceridad y enérgica lucha contra los narcotraficantes de opio.
- Deng Tingzhen (*1776; † 1846); virrey de Liangguang y luchador contra el narcotráfico.
- Ruan Yuan (* 1764; † 1849);  historiador, matemático y gobernador de alto rango.
- Zhang Tingyu (*1672 ; † 1755);  historiador y estadista, consejero de Yongzheng y Qianlong.
- Zheng Keshuang (* 1670; † 1707); último gobernante del Reino de Tungning en Taiwán, que rindió a los Qing.

Otros mandarines notables fueron: Wan Hu, Wei Yuan, Wu Qijun, Xu Guangqi y Zeng Guofan.